# Người Tráng
Người Tráng hay người Choang (Chữ Tráng Chuẩn: Bouxcuengh, /pou˦˨ ɕueŋ˧/; Chữ Nôm Tráng: 佈壯; Chữ Hán giản thể: 壮族, phồn thể: 壯族, bính âm: Zhuàngzú; Chữ Thái: ผู้จ้วง, Phu Chuang) là một nhóm dân tộc sống chủ yếu ở Khu tự trị dân tộc Choang Quảng Tây , phía nam Trung Quốc. Ngoài ra một số sống ở các tỉnh Vân Nam, Quảng Đông, Quý Châu và Hồ Nam. Họ được xếp vào một trong số 55 dân tộc thiểu số được Cộng hòa Nhân dân Trung Hoa chính thức công nhận.
Người khởi xướng trang "Zhuang online" (người Tráng online) đưa ra từ "rauz" (l/ra:uA2) làm tên gọi chung cho người Bố Y, Tráng và một số nhóm Tai ở Việt Nam. Dân số Tráng ước tính khoảng 18 triệu người, xếp thứ hai sau người Hán. 94 % dân số Tráng sống tại tỉnh Quảng Tây , tập trung ở phía tây và tây nam tỉnh. Theo cục thống kê Quảng Tây (2006) 61,5% dân số toàn tỉnh là người Hán, người Tráng chiếm 32,6%, 6% còn lại là các sắc tộc thiểu số khác. Người Tráng hiện nay là dân tộc thiểu số lớn nhất Trung Quốc.
Người Tráng được phân loại là người Nùng và người Tày ở Việt Nam.

## Tên gọi

### Tên trong tiếng Hán
Người Hán xem người Tráng là một dân tộc thống nhất. Tên gọi sớm nhất chỉ người Tráng là Ô Hử (Wuhu 烏滸) vào thời Tây Hán. Thời Đông Hán (năm 40 SCN), người Tráng được gọi là Ly (Li 狸). Thời Tam Quốc, họ được gọi là Lão hay Liêu (Lao, Liao 獠). Thời Tấn họ được gọi là Lang (Lang 狼). Cuối cùng vào thời Tống thông lệ gọi họ là "Tráng" bắt đầu hình thành, dùng chữ 獞 cho tên gọi này. Cụ thể "Tráng" là tên tự xưng được người Tráng sử dụng rộng rãi ở nửa phía bắc Quảng Tây.
Hán tự Zhuàng "獞" (hay tóng; Hán Việt: đồng; nghĩa: chó hoang) gồm phần nghĩa phù thuộc bộ khuyển (chó) 犭 và phần âm phù 童 đồng (trẻ con, trẻ thơ). Hán tự thường kết hợp một phần chỉ ý nghĩa (nghĩa phù) và một phần chỉ âm (âm phù). John DeFrancis gọi Zhuàng 獞 (gồm bộ khuyển 犭 và phần âm phù đồng 童) là một kiểu bôi xấu sắc tộc và miêu tả cộng hòa nhân dân Trung Hoa đã thay thế nó như thế nào. Năm 1949, sau nội chiến Quốc-Cộng, Chữ 獞 đã chính thức được thay thế bằng Zhuàng 僮 (hay tóng; Hán Việt: Đồng; nghĩa "đứa trẻ, trẻ em), gồm "bộ nhân" (người) 亻và phần âm cũ. Hán tự dùng để chỉ dân tộc Tráng được chuyển từ 僮 sang 壮 (nghĩa: "mạnh mẽ; cường tráng") năm 1964, được ghi chép lại do gợi ý của Chu Ân Lai.

### Tên tự xưng
Người Tráng không có cách thống nhất để gọi họ và ngôn ngữ của họ. Điều này làm tăng thêm rắc rối về việc ai là người Tráng (tiếng phổ thông Zhuang [tʂuaŋ], trước kia được đánh vần là Chuang, Đông Hưng Online tiếng Việt Lưu trữ ngày 11 tháng 6 năm 2020 tại Wayback Machine dùng từ Choang). Hơn nữa, người Tráng có hơn hai mươi tên dùng để tự gọi mình, gồm: pou4 tsu:ŋ6/pou4 ɕu:ŋ6 (phía tây và trung tâm Quảng Tây); pu4jai4 = Bố Y (phía tây Quảng Tây và Vân Nam); pu4 noŋ2 (Văn Sơn, Vân Nam); bu6 dai2 (Văn Sơn, Ma Lật Pha và Khai Viễn tỉnh Vân nam); pho6 thai2 (Long Châu, Quảng Tây); kɯn2 tho3 hay pu4 to3 (Tả Giang); pou4 ma:n2 (Hà Trì, Quảng Tây); pou4 ba:n3 ("người bản" Vũ Minh, Quảng Tây); và pou4 lau2 (Phượng Sơn, Quảng Tây). Trong bộ Đại bách khoa toàn thư Trung Quốc cho biết người Tráng ở những vùng khác nhau còn tự gọi họ là: Bushuang, Butu (Bố Thổ 布土) hay Gentu (Căn Thổ 根土), Buyang (Bố Ương 布央), Buyue (Bố Việt 布越), Buna (Bố Na 布那), Nong'an (Nùng An 儂安), Bubian (Bố Thiên 布偏), Tulao (Thổ Lão 土僚), Gaolan, Buman, Buming, Bulong, Budong. Tình trạng này bị làm phức tạp thêm do các quyết định của chính phủ Trung Quốc xếp các dân tộc phi Tráng, như E (诶话) và La Chỉ (Laji) vào dân tộc Tráng.

## Ngôn ngữ

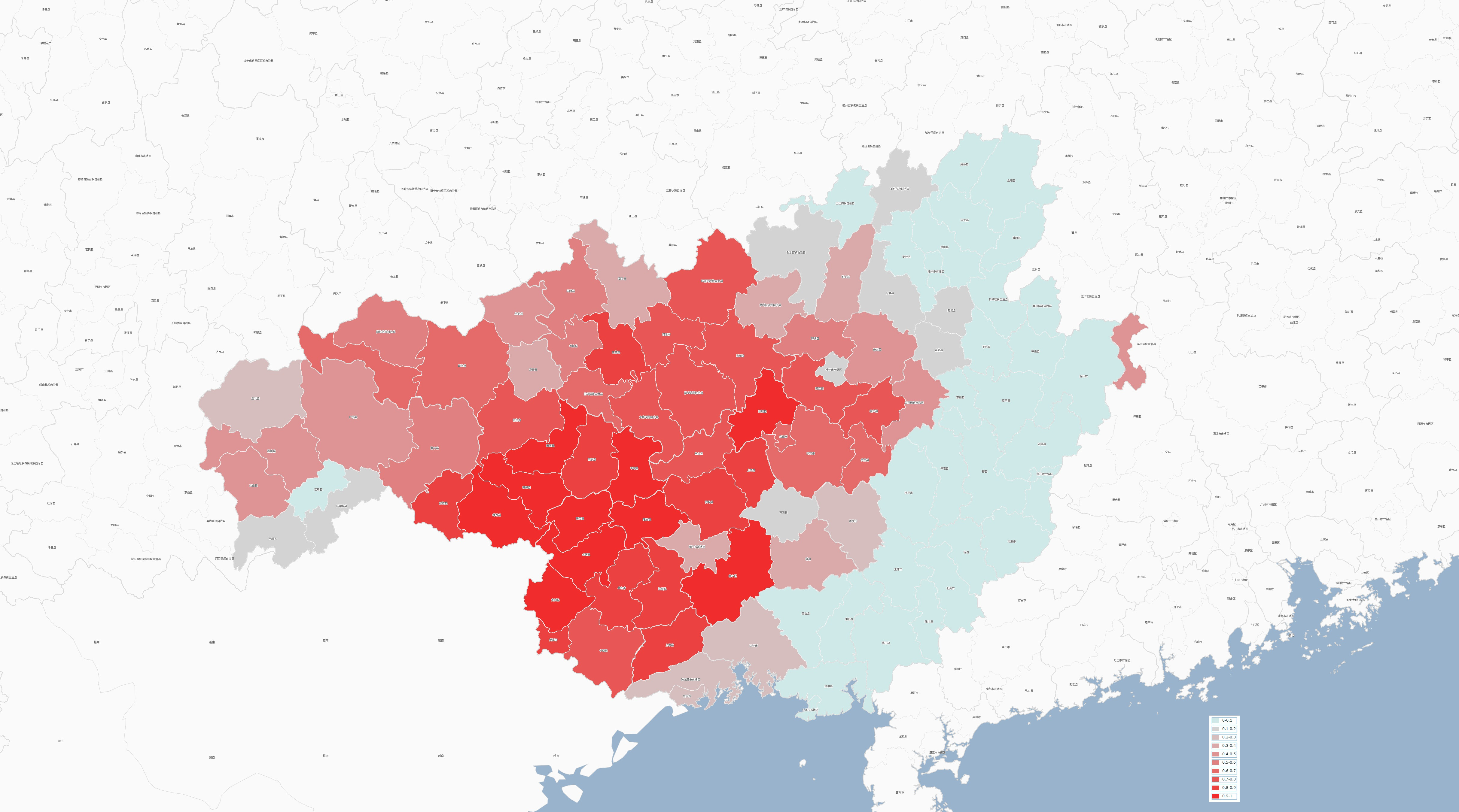
Bản đồ phân bố tỷ lệ phần trăm người Tráng so với các sắc tộc khác tại Quảng Tây, châu tự trị Tráng-Miêu Văn Sơn (Vân Nam) và huyện tự trị Tráng-Dao Liên Sơn (Quảng Đông).

Tiếng Tráng là một nhóm các phương ngữ không thể thông hiểu lẫn nhau thuộc ngữ chi Tai, bị ảnh hưởng nhiều bởi các phương ngữ Hán. Tiếng Tráng chuẩn dựa trên một phương ngữ phía bắc gọi là Tráng Ung Bắc (Yongbei Zhuang 邕北壮语) được nói tại huyện Vũ Minh (Wuming 武鸣县) tỉnh Quảng Tây. Tiếng Tráng chuẩn được xếp vào ngữ nhánh Tai Bắc, gần với tiếng Bố Y, rất ít người học loại tiếng này. Do đó người Tráng từ những vùng nói phương ngữ khác nhau sử dụng một trong số các phương ngữ Hán để giao tiếp. Theo thống kê vào thập niên 1980, 42% người Tráng chỉ nói tiếng Tráng, và 55% nói được cả tiếng Tráng và tiếng Hán. Theo một số nguồn bán chính thức "tại Quảng Tây, giáo dục bắt buộc được thực hiện bằng cả tiếng Tráng và tiếng Hán, tập trung vào sự biết đọc viết sớm chữ Tráng". Tuy vậy, trên thực tế chỉ một phần trăm nhỏ số trường học dạy viết chữ Tráng. Vào năm 2000, không còn ngôi trường nào thực sự dạy tiếng Tráng ở những vùng sinh sống của người Tráng. Tiếng Tráng được viết bằng chữ tượng hình dựa trên Hán tự ("Sawndip" hay chữ nôm Tráng) trong hơn một nghìn năm. Chữ Tráng chuẩn, một bảng chữ cái chính thức, được đưa ra năm 1957, và năm 1982 các ký tự Kirin được đổi hết sang ký tự Latinh, tuy nhiên chữ viết dựa trên ký tự truyền thống vẫn phổ biến hơn trong các nghi lễ ít trang trọng.
Người Tráng có các bài tế được viết dưới dạng thơ, ví dụ Baeu Rodo.

### Phân Chia Tráng Bắc-Tráng Nam
Theo Pingwen Huang (2002), 68% trong tổng dân số Tráng nói các phương ngữ Tráng Bắc, 32% nói các phương ngữ Tráng Nam. Năm 1999, Trương Quân Như (Zhāng Jūnrú 张均如) xác định được 13 phương ngữ. Năm 2010, Eric C. Johnson và Vương Minh Phú (Wang Mingfu 王明富) phân loại thêm 4 phương ngữ khác tại châu tự trị Tráng-Miêu Văn Sơn thuộc tỉnh Vân Nam. Cho đến nay, tổng cộng tiếng Tráng có 16 phương ngữ đã được phân loại. Các phương ngữ sau đây được liệt kê dựa trên các tên gọi tìm thấy tại Ethnologue :
Tráng Bắc:
1.Tráng Hồng Thủy Hà Trung tâm (Central Hongshuihe Zhuang 中红水河壮语), 2.Tráng Hồng Thủy Hà Đông (Eastern Hongshuihe Zhuang 东红水河壮语), 3.Tráng Khâu Bắc (Qiubei Zhuang 丘北壮语), 4.Tráng Quế Biên (Guibian Zhuang 桂边壮语), 5.Tráng Liên Sơn (Lianshan Zhuang 连山壮语), 6.Tráng Liễu Giang (Liujiang Zhuang 柳江壮语), 7.Tráng Liễu Kiềm (Liuqian Zhuang 柳黔壮语), 8.Tráng Quế Bắc (Guibei Zhuang 桂北壮语), 9.Tráng Ung Bắc (Yongbei Zhuang 邕北壮语), 10.Tráng Hữu Giang (Youjiang Zhuang 右江壮语).
Tráng Nam:
11.Tráng Ngưỡng (Yang Zhuang 仰壮语), 12.Tráng Mẫn (Min Zhuang 敏壯语), 13.Tráng Tả Giang (Zuojiang Zhuang 左江壮语), 14.Tráng Ung Nam (Yongnan Zhuang 邕南壮语), 15.Tráng Đại (Dai Zhuang 文麻壮语), 16.Tráng Nùng (Nong Zhuang 侬壮语).
Ngoài các phương ngữ trên còn có Tráng Phù Bình (Fuping Zhuang hoặc Pyang Zhuang 扶平壯语) không được Ethnologue liệt kê. Tráng Phù Bình thuộc nhóm Tráng Nam nói tại Phù Bình Hương (Fuping 扶平乡), huyện Đức Bảo, Quảng Tây.
Các đặc điểm ngôn ngữ khác biệt nhất phân chia Tráng Bắc và Tráng Nam:
- Các phương ngữ Tráng Nam tồn tại các phụ âm đầu bật hơi ph [pʰ], kh [kʰ], th [tʰ], nhưng các phương ngữ Tráng Bắc khuyết các phụ âm này, ví dụ: Tráng Tĩnh Tây tha1 'mắt' so với Lai Tân ta1; Tráng Long Châu kha3 'giết' so với Vũ Minh ka3.
- "r" (thường phát âm là [ɣ]) trong các phương ngữ Tráng Bắc tương ứng với một số âm trong các phương ngữ Tráng Nam, chẳng hạn như "h", "khj", "l", "n".
- Giữa các phương ngữ Tráng Bắc và các phương ngữ Tráng Nam còn tồn tại các cặp âm tương ứng như sau: (bắc-nam) f~m; p~v; ɯŋ~aɯ; a:k~ɯ:k; a:n~ɯ:n.

Một số từ vựng đặc thù phân biệt Tráng Bắc và Tráng Nam được liệt kê như sau:
| Tráng Bắc | Tráng Nam | Nghĩa       |
| --------- | --------- | ----------- |
| bɯn1      | fa4       | trời        |
| ŋa:m6     | tum1      | đất         |
| ɕɯ2       | mo2       | bò          |
| kuk7      | ɬɯ1       | hổ          |
| bung5ba3  | kap7fɯ4   | bướm        |
| pi:ŋ2pei6 | fi4       | chuồn chuồn |
| fɯ:t8     | pik7      | cánh        |
| kau1      | ko:k7     | sừng        |
| ɣa:ŋ2     | ŋo5mai4   | măng        |
| da:i3     | pa:ŋ5     | (cây) lanh  |
| kjau3     | hu1/bau3  | đầu         |
| paŋ2      | pʰa:i3    | vải         |
| pu6       | ɬɯ3       | áo          |
| teŋ2      | fa2       | chăn        |

Trong giao tiếp nói chung, Tráng Bắc cũng dùng nhiều từ vựng vay mượn tiếng Hán hơn Tráng Nam. Ví dụ, người ta thấy các từ vay mượn trong từ vựng Tráng Bắc khi đem so sánh với các từ thuần Tráng trong các cặp từ Tráng Bắc-Tráng Nam sau: wa:n3 với tui4 'bát'; jiŋ2 với be3 'dê'; va1 với bjo:k7 'hoa'; siŋ5 với kjo:k8 'họ'.

### Lịch sử ngôn ngữ
Tiếng Tráng thuộc nhánh Tai Bắc và Tai Trung Tâm trong ngữ chi Tai của ngữ hệ Kra-Dai (Tai-Kadai). Tráng Bắc và Bố Y cùng với Giáy, Saek, Nyo, Yi được xếp vào nhánh Tai Bắc, trong khi Tráng Nam, Nùng và Tày được phân loại vào nhánh Tai Trung Tâm. Là các thành viên trong ngữ hệ Kra-Dai, tiếng Tráng có cùng nguồn gốc với các ngôn ngữ khác trong ngữ chi Tai như Thái Lan, Lào, Shan, và xa hơn nữa các ngôn ngữ thuộc ngữ chi Kra, Hlai, Ong-Be. Giả thuyết phổ biến nhất hiện nay là ngữ hệ Kra-Dai có chung nguồn gốc với Austronesian, hình thành nên khối ngôn ngữ Austro-Tai đã từng được nói tại vùng duyên hải nam Trung Hoa. Kra-Dai di cư sang đảo Đài Loan 6500 năm trước và sau đó di cư trở lại vào đất liền. Tuy nhiên, thời gian và vị trí Kra-Dai di cư trở lại vào đất liền vẫn còn là đề tài tranh luận giữa các học giả nghiên cứu về vấn chủ đề này. Các bằng chứng về ngôn ngữ học lịch sử cho thấy rằng các ngôn ngữ Kra-Dai đã từng hiện diện tại vùng lưu vực sông Trường Giang, gợi ý rằng Kra-Dai sau khi rời khỏi đảo Đài Loan đã di cư về phía tây bắc lên khu vực châu thổ dòng sông này.
Wolfgang Behr (2008) chỉ ra rằng hầu hết tất cả các từ mượn phi-Hán có thể nhận dạng được trên các vật trạm khắc được khai quật vào thời nước Sở là Kra-Dai, chứ không phải là hỗn hợp H'Mông-Miền, Nam Á hay Kra-Dai. Ví dụ:
- Che chắn, đắp[19]

「揞、揜、錯、摩，藏也。荊楚曰揞，吳揚曰揜，周秦曰錯，陳之東鄙曰摩。」
「揞」ăn < Hán Cổ *ʔomX < Hán Thượng Cổ *ʔʔəm-q ← Proto-Tai *homB1 (Thái Lan homB1, Long Châu humB1, Bo'ai hɔmB1, Lào hom, Ahom hum v.v...) "đắp" | Tiền-Kam-Sui *zumHɣC1 "che giấu, đắp"
- Cào cào/châu chấu[20]

「蟒，...南楚之外謂之蟅蟒。」
「蟅」zhē < Hán Cổ *tsyæ < Hán Thượng Cổ *ttak ← Tiền-Kam-Sui *thrak7-it (Mulam -hɣak8-t, Kam ʈak7-it, Then zjak7, Sui ndjak7-) "cào cào".
- Lợn[20]

「猪，...南楚謂之豨。」
「豨」xī < Hán Cổ *xjɨj < Hán Thượng Cổ *hləj-q ← Tiền-Kam-Sui *ʔdlaaj5 (> Kam (h)laa:i5) "lợn"
- Lành (bệnh): "智于身"[21]

知～～智 zhī < *trje(H) < *te(-s)
「知」，愈也。南楚病愈者...或謂之知"
Tri, dũ dã. Nam Sở bệnh dũ giả, hoặc vị chi tri
Dịch nghĩa: "zhī nghĩa là ‘lành’. Tại phía nam nước Sở, khi một cơn bệnh khỏi... điều này thỉnh thoảng được gọi là zhī."
← Tiền-Tai *ʔdiiA1 "tốt, lành" (Thái Lan diiA1, Long Châu daiA1, Bo'ai niiA1)
- Mẹ/phụ nữ/đàn bà[22]

Kim văn tiếng Sở thời Xuân Thu, TK 5 TCN 嬭 mĭ < *mjieX < *mej-q
← Tiền-Tai *mɛɛB, Proto-Kam-Sui *mlɛɛB, Proto-Hlai *mʔaiB so sánh với. Proto-Austroasiatic *me-q, Proto-Mon *meʔ, Proto-Katuic *mɛ(:)ʔ "mẹ"
- Một, thống nhất, độc nhất[23]

Kim văn dạng chuẩn: 一, 壹, 弌 yī < *ʔjit < *ʔit "một/ trở thành một" v.v... (> tất cả các ngôn ngữ Hán sau này)

Tiếng Sở thời Chiến Quốc: 「」 ← p[能] néng < *nong < *nnəŋ
「其義也」Kỳ nghĩa "năng" dã "lễ nghĩa của hắn là độc nhất"; 「能為，肰然句後能為君子」Năng vị "năng",nhiễm nhiên câu hậu năng vị quân tử "nếu có thể độc nhất— thì chỉ sau khi kẻ này trở thành một quân tử"; 「禱」"cúng một lần"; 「歲返」"trở về một lần mỗi năm"
← Tiền-Tai *hnïŋ = *hnɯŋ (Thái Lan 22nɯŋ, Dai 33nɯŋ, Long Châu nəəŋA v.v...) "một, một lần"
- Trắng[24]

「𩫁」 ← p[高] gāo < Hán Cổ *kaw < Hán Thượng Cổ *kkaw ← Tiền-Tai *xaauA1 (Thái Lan, Long Châu khaauA1, Bo'ai haauA1) "trắng" (Tiền-Mon *klaɨA "trắng")
- Dày[25]

「」 ← p[石] shí < Hán Cổ *dzyek < Hán Thượng Cổ *[d,l]ak ← Tiền-Kam-Sui *ʔnak7 (Kam nak7) "dày"
Một vài ví dụ khác được Wolfgang Behr đưa ra có vẻ liên hệ tới ngữ hệ Nam Đảo và Miêu-Dao nhưng trên thực tế có nguồn gốc từ các tài liệu bị sửa đổi vào giữa thời Hán và muộn hơn.

Lãnh thổ giả định của Nhà Hạ (2070 TCN–1600 TCN).

Bằng cách đối chiếu các phục nguyên Hán Thượng Cổ và Hán Cổ cho tên gọi Sở 楚 và Hạ 夏 với phục nguyên cho tộc danh Kra, James R. Chamberlain (2016) cho rằng Kra-Dai có nguồn gốc từ nước Sở, và tên gọi vương quốc này có nguồn gốc từ tên triều đại/tộc danh Hạ (夏) :
- Phục nguyên cho 楚 Sở:

Karlgren Số. 88
Hán Thượng Cổ *tṣ’i̯o
Hán Cổ *tṣ’i̯wo: (= thanh C trong các ngôn ngữ Tai)
Baxter và Sagart (2014)
Hán Thượng Cổ *S-ṛaʔ
Schuessler (2007)
Hán Thượng Cổ *tṣhjwo B (thanh B trong Hán = thanh C trong Kra-Dai)
Hậu Hán *tṣhɑ B
Hán Thượng Cổ Giản Thức *tshraʔ (= thanh C)
và phục nguyên của Weera Ostapirat cho Kra
*kra C (< Tiền-Kra-Dai *khra C)
- Phục nguyên cho hạ 夏 (xia) và giả 假 (jia):

Schuessler Xia 夏 < Hán Thượng Cổ ɣa B (thanh B = thanh C trong Tai)
< Hậu Hán ga B
< Hán Thượng Cổ Giản Thức *graʔ
jia 假 < Hán Thượng Cổ ka B
< Hậu Hán ka B
< Hán Thượng Cổ Giản Thức *krâʔ
Baxter và Sagart 夏 Xia < Hán Thượng Cổ *[ɢ]ʕraʔ
假 jia (Hán Việt: giả) < Hán Thượng Cổ *kʕraʔ (= thanh C)

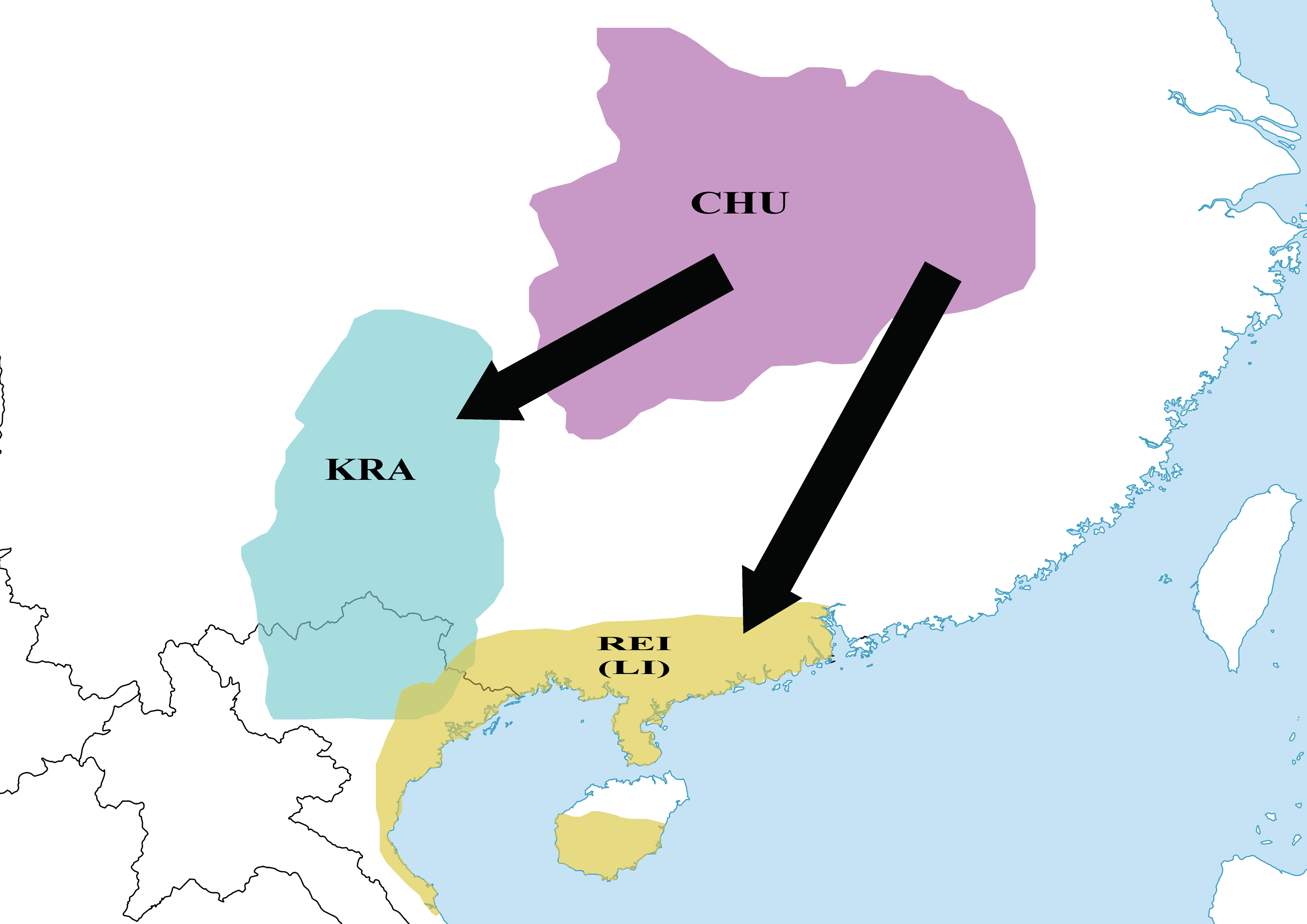
Hướng di cư của Kra và Hlai (Li [rei]).

Chamberlain lưu ý rằng các phục nguyên cho Hạ, Sở, và Kra đều mang thanh C. Để giải thích lý do người Sở gọi mình là Hạ, Chamberlain trích dẫn Pulleyblank (1983: 413) miêu tả mối quan hệ giữa Hạ (夏) và Chu (周) như sau:
Có lẽ có một số nhỏ quý tộc Hán cai trị các chủ thể phi Hán; hoặc, khi xét tới truyền thống của một Nhà Hạ trước kia, triều đại mà có lẽ sáng tạo ra chữ viết, những kẻ cai trị Nhà Thương ban đầu có thể không nói tiếng Hán và tiếp nhận ngôn ngữ của những chủ thể bị cai trị người Hoa Hạ. Điều tương tự cũng đúng với Nhà Chu, những kẻ rõ ràng đã sử dụng hệ thống chữ viết của nhà Thương trước cuộc xâm lăng, và hậu duệ của họ sau này tự gọi mình là Hạ.
Kra chắc chắn là tộc danh của nhóm dân cư chính đi tới định cư tại vương quốc Sở, và là tên tộc danh cổ nhất của tất cả các dân tộc trong ngữ hệ Kra-Dai.
Sự nổi lên của Nhà Chu vào cuối thiên niên kỷ thứ 2 TCN gần như trùng hợp với sự thành lập của thái ấp Chu và khối ngữ tộc Kra-Dai. Trong khoảng thời gian từ 1100-800 TCN, tổ tiên của các cư dân Kra sống tại phần phía tây vương quốc Sở tách khỏi khối Kra-Dai (*khra) và di cư về phía tây nam, có lẽ là kết quả của các biến động xoay quanh sự diệt vong của Nhà Thương và sự thành lập Nhà Chu, và sự nổi lên của Nhà Chu trở thành một vương quốc hoàn chỉnh vào thế kỷ 8 TCN. Các bộ tộc Kra cuối cùng kiểm soát các lãnh thổ mà sau này trở thành Quý Châu, Lĩnh Nam và An Nam. Sau đó vào đầu thời Xuân Thu, 771-685 TCN, bất ổn chính trị tại Nhà Chu khiến người Hlai (Li) di cư về phía nam/đông nam tới vùng đất nằm giữa Quảng Đông và Cửu Chân thuộc Thanh Hoá ngày nay, và cũng sang tận đảo Hải Nam. Cuối thời Xuân Thu, 613-453 TCN, Các bộ tộc được gọi là Việt (越) (*jwɐt, *wat), tức tổ tiên của nhánh Be-Tai, tiếp tục di cư khỏi vương quốc Sở về phía đông tới vùng duyên hải thuộc Chiết Giang ngày nay và sau đó xâm lược nước Ngô (*ŋwâ, *ŋuɑ), bỏ lại đằng sau tổ tiên của nhánh Kam-Sui tại vương quốc Sở,. Tộc Kam-Sui ngày nay hầu như vẫn sinh sống tại vùng đất nguyên thủy của mình, họ chỉ di chuyển chút ít về phía nam.
Các phục nguyên cho tên nước Việt như sau:
- Karlgren: Hán Thượng Cổ *gi̯wǎt
- Baxter và Sagart: Hán Thượng Cổ *[ɢ]wat
- Schuessler: Hán Thượng Cổ *jwɐt

Hậu Hán *wɑt
Hán Thượng Cổ Giản Thức *wat

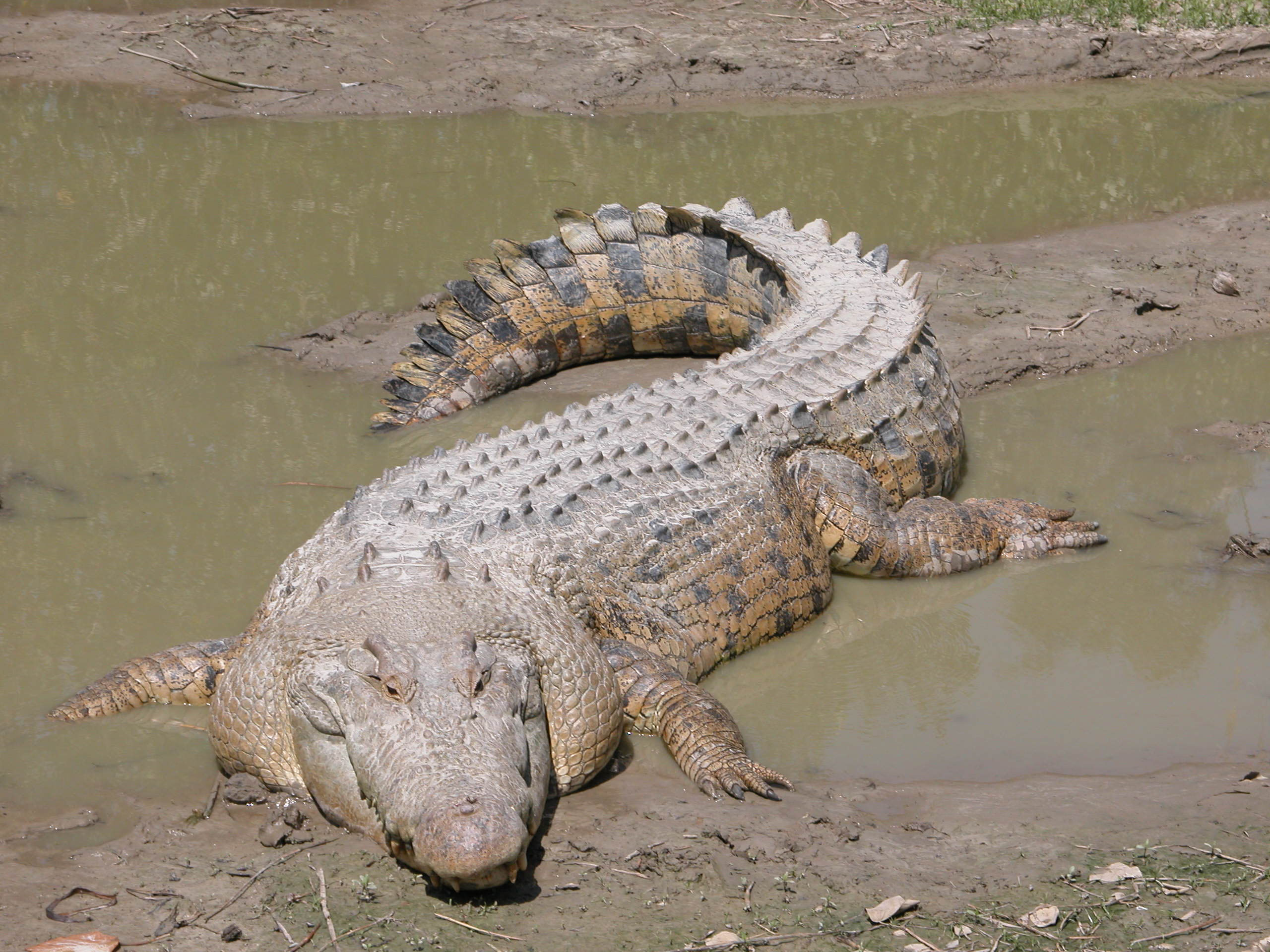
Cá sấu nước mặn Crocodylus Porosus đã từng tồn tại ở vùng ven biển Đông, là nguồn gốc của từ ‘thuồng luồng’ (Tiền-Tai *ŋaak > ŋɯɐk, ŋɯɯk, ŋɤɤk, ŋuak) trong các ngôn ngữ Tai.

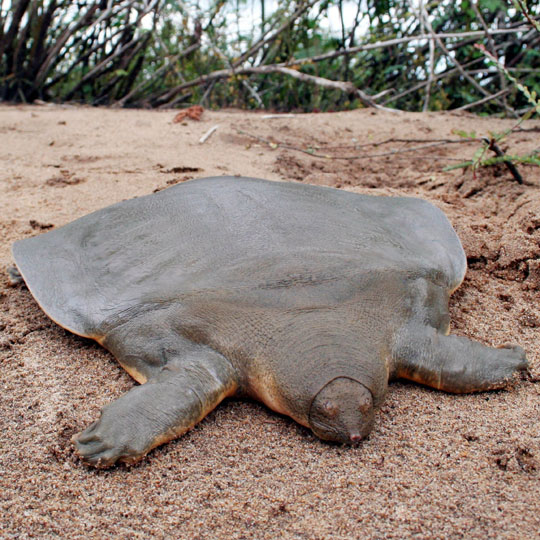
Rùa mai mềm khổng lồ Pelochelys Cantorii.

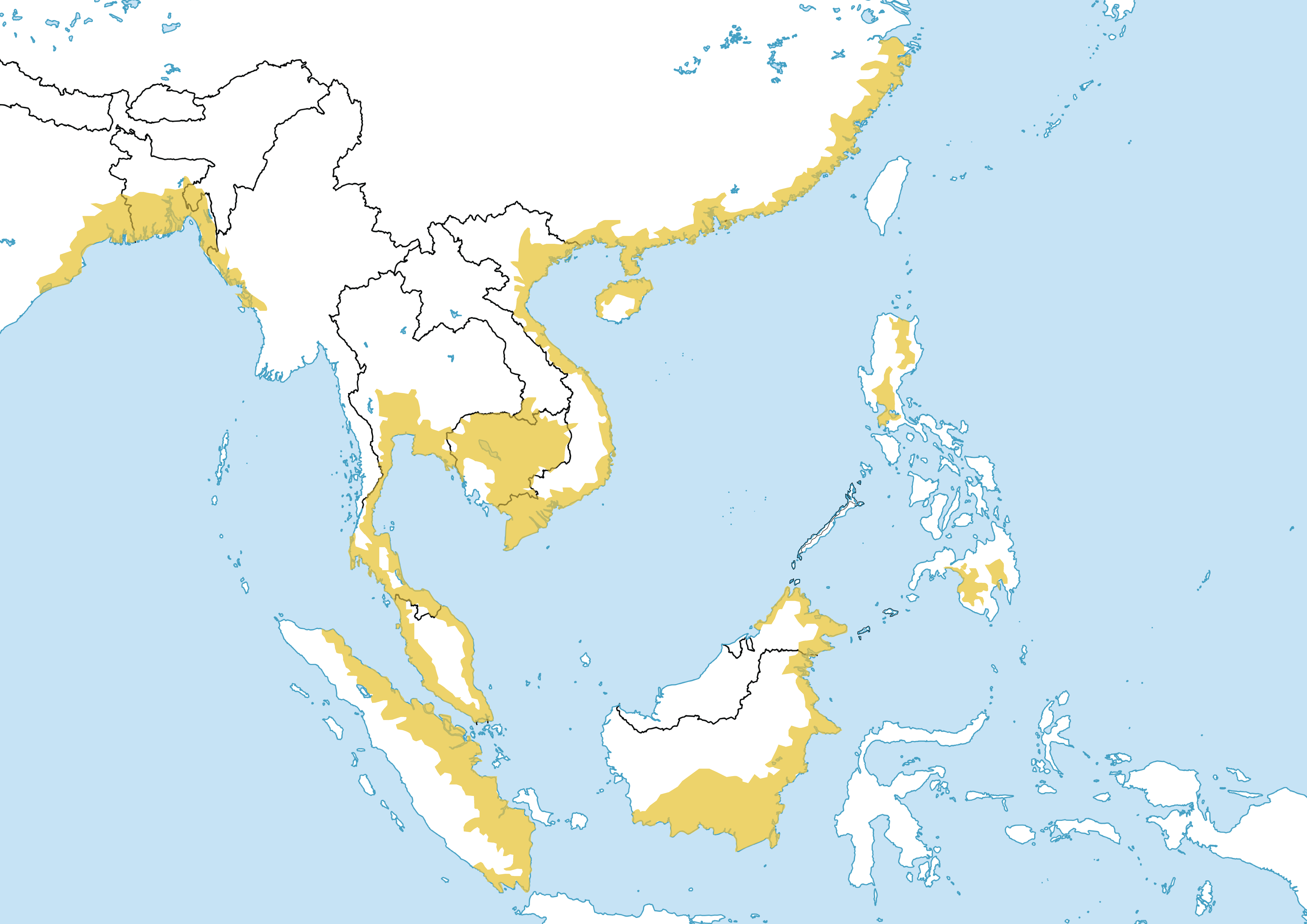
Phân bố của rùa mai mềm khổng lồ Pelochelys Cantorii.

Liên quan tới nguồn gốc duyên hải của người Việt (Be-Tai), Chamberlain chỉ ra một số lượng mục từ về tên gọi các loài vật chỉ tồn tại ở vùng ven biển Đông trong các ngôn ngữ Be-Tai. Những từ này không tồn tại trong các ngôn ngữ Kam-Sui, gợi ý rằng tổ tiên của Kam-Sui không hề hiện diện ở vùng ven biển. Một trong số các mục từ đó là 'cá sấu nước mặn' Crocodylus Porosus thường có nghĩa là ‘thuồng luồng’ trong các ngôn ngữ Tai mà ngày nay không còn tồn tại ở vùng duyên hải nam Trung Hoa. Kích thước và đặc tính ấn tượng của loài bò sát này, loài mà có thể phát triển dài tới 8 mét, hẳn đã để lại một ấn tượng không phai nhạt trong tâm trí của những người đi biển Yue tới một mức độ mà loài này không chỉ tồn tại trong các ngôn ngữ Tai mà còn trở thành một phần trong các từ ngữ Tai được mượn vào các phương ngữ Hán nói tại vùng duyên hải nam Trung Hoa:
Tiền-Tai *ŋaak > ŋɯɐk, ŋɯɯk, ŋɤɤk, ŋuak
鱷. Hán Thượng Cổ *ŋȃk, Hậu Hán *ŋɑk (Schuessler) 'cá sấu nước mặn'
< tiếng Quảng Đông: ŋok
< tiếng Hạ Môn (Amoy): go'k
Một ví dụ khác là loài rùa mai mềm khổng lồ Pelochelys Cantorii được tìm thấy trong các ngôn ngữ Tai Trung-Tây Nam, và vẫn được bảo tồn trong các ngôn ngữ Hlai tại Hải Nam với nghĩa 'rùa', hoặc 'rùa mũi nhọn', và trong một số ngôn ngữ (Nam Đảo) ở phía bắc Philippine mang nghĩa đơn giản là ‘rùa.’
- Tiền-Tai Trung-Nam *top < Thái Đen, Thái Trắng, Tai Mường Vat: (too) top ‘loài Pelochelys hoặc Rafetus’

< Tày của Savina: (tu) tốp, < Thổ ở Bắc Kạn (EFEO): (tua) tốp
- Hlai (từ Stübel (1937))

Weiss: thöeb ‘rùa’
Geshor: thob ‘rùa’
Tiền-Hlai (Norquest) *thɯ:p ‘rùa mũi nhọn’
(Ostapirat) *ʔtï:p ‘rùa mai mềm’
- Tiền-Nam Đảo (Wolff) *qatipa, (Blust) *qaCipa ‘rùa sông, rùa mai mềm’

Nam Đảo (Philippines, Yap 1973)
Kallaban, Keleyqiq: kateb ‘rùa’,
Ifugao, Rayninan: attob ‘rùa’
Cuộc sống gần biển và văn hóa đi biển của người Việt (Be-Tai) được David Holm (2014) đề cập tới như sau:
Các trận chiến với Sở và các nước khác thường diễn ra trên sông và hồ trong đất liền, nhưng người Việt có xu hướng đi biển, cả dọc bờ biển lẫn xa khỏi đất liền. Cho đến ngày nay, các cộng đồng Tai sống sâu trong đất liền vẫn tiếp tục ca những 'bài hát thuyền' là một phần trong các nghi lễ bản địa, và biển và những cuộc đi biển được miêu tả trong địa lý của thế giới tâm linh của họ.

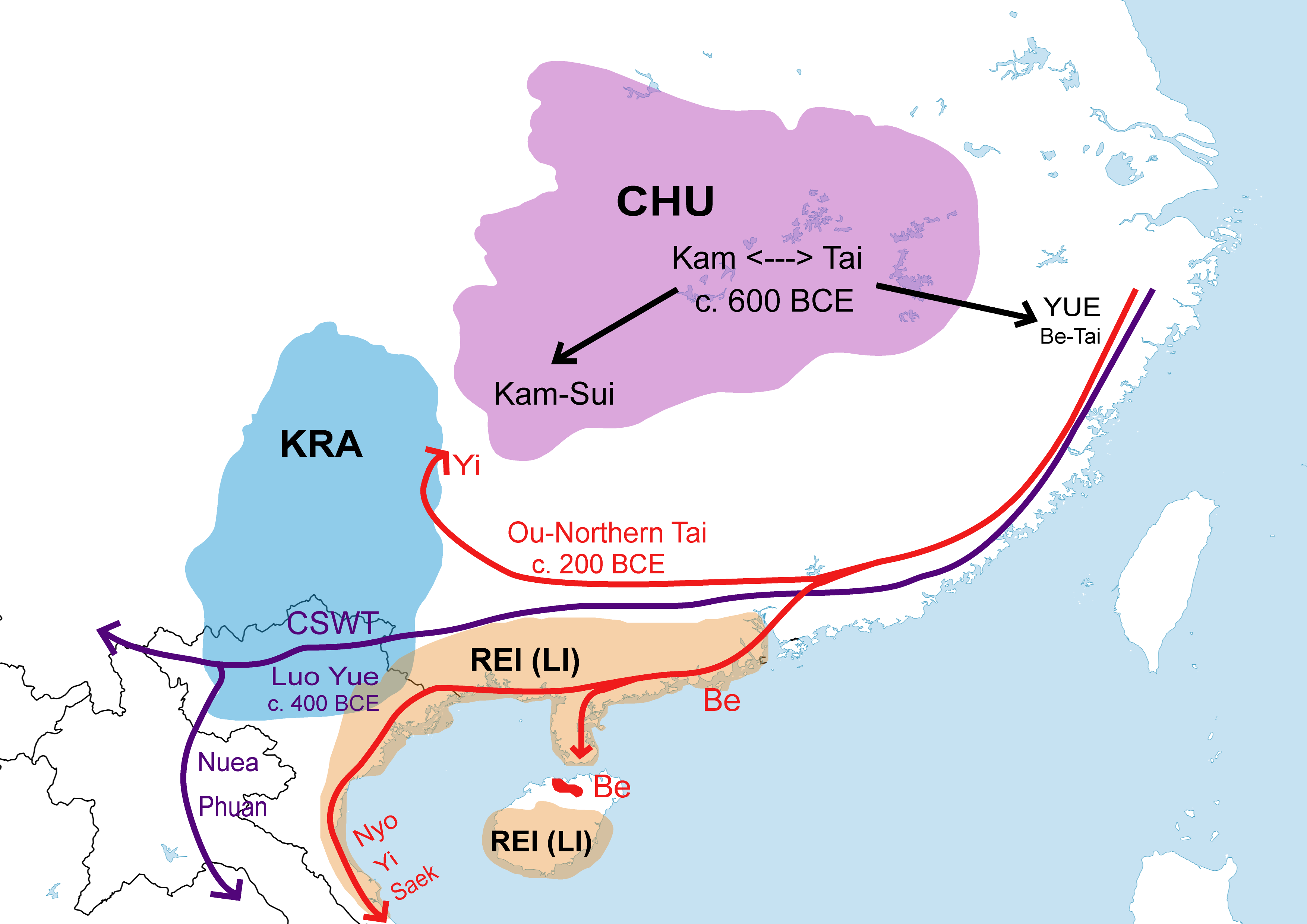
Hướng di cư của Tai Trung-Tây Nam (Lạc Việt) và Tai Bắc (Tây Âu) bắt nguồn từ nước Sở.

Khi Sở xâm lược Ngô Việt khoảng năm 333 TCN, các gia đình hoàng tộc Việt di cư về phía nam hình thành nên Bách Việt. Đầu tiên là người Lạc Việt di cư vào vùng Lĩnh Nam và An Nam, lấn át vùng cư trú của người Hlai (Li) và Kra và sau đó di cư sang phía tây vào vùng đông bắc Lào và Sip Song Chǔ Tai (Mười hai xứ Thái) ngày nay. Tây Âu theo sau Lạc Việt di cư tới cát cứ vùng phía bắc Lĩnh Nam, bao gồm cả các khu vực do Lạc Việt nắm giữ tại Cửu Chân. Người Lạc Việt trở thành Tai Trung-Tây Nam, trong khi Tây Âu hình thành nên nhóm Tai Bắc, bao gồm cả Tiếng Ông Bối (Be) và tiếng Saek. Các chính thể Viêt-Tai Trung-Tây Nam linh động tiếp tục thành lập các lãnh thổ bộ lạc, thống trị các cư dân bản địa Kra và cư dân ở phía tây An Nam, và người Hlai tại Cửu Chân. Tai Bắc Âu Việt và người Di (*ʔɨɑi, *ʔaiʔ) bị đẩy về phía tây của Nam Việt, trong khi Tiếng Ông Bối và Saek (*thrɛɛk) phân tách. Tiếng Ông Bối (Be) di cư về phía tây, còn người Saek di cư về phía nam của Nam Việt. Nước Tần xâm lược Sở vào năm 223 TCN và sau đó Nhà Hán nổi lên. Từ đó bắt đầu quá trình bình định khu vực phía nam Trung Hoa và Việt Nam. Giao Chỉ (< krauʔ < Lao) khởi đầu là lãnh thổ của Ngữ chi Kra và Ngữ chi Hlai. Một tên gọi khác cho Giao Chỉ trong các ngôn ngữ Tai là Keo trở thành thành một tên gọi mà các dân tộc phi-Tai dùng để chỉ các dân tộc Tai, ví dụ như trong thơ sử thi Thao Cheuang, và chỉ sau này từ này được dùng để chỉ dân An Nam.

#### Lạc Việt tại Việt Nam
Dựa trên các truyền thuyết, những người ngày nay thường được gọi là "Việt" tại Việt Nam cũng cho rằng họ là hậu duệ của Lạc Việt. Tuy nhiên, Liam C. Kelley (2012) chỉ ra rằng những truyền thuyết về Hùng Vương, họ Hồng Bàng, Lạc Long Quân, Âu Cơ, nhà nước Văn Lang được tầng lớp quý tộc Hán tại miền bắc Việt Nam vào thời trung cổ sáng tạo ra nhằm tạo ra bản sắc riêng cho họ khi so sánh với di sản văn hóa của Trung Hoa còn lại tại Giao Chỉ và một quá trình tương tự cũng diễn ra tại Quảng Đông và Tứ Xuyên nơi các lãnh chúa Hán địa phương cố sáng tạo ra nguồn gốc riêng cho bản thân.. Những tên gọi như Mỵ Nương, Quan Lang, Bồ Chính đều là những từ mượn từ ngôn ngữ Tai (Thái), chính xác hơn chúng là những từ Tai bị Hán hóa. Kết luận của Liam C. Kelley như sau:
...Hùng Vương không hề tồn tại. Thay vào đó, họ được chế ra vào thời trung cổ, là một phần trong quá trình mà tầng lớp quý tộc Hán ở đồng bằng sông Hồng đầu tiên sáng tạo ra và sau đó diễn đạt dưới dạng một bản sắc khác so với di sản văn hóa Trung Hoa (tại Giao Chỉ). Điều này không phải để nói rằng không có các hình thái xã hội tồn tại ở vùng đồng bằng sông Hồng vào thiên niên kỷ thứ nhất TCN. Trống đồng và các tạo tác nghệ thuật khác mà các nhà khảo cổ học thế kỷ 20 đã khai quật cho thấy rằng các xã hội đó chắc chắn có tồn tại. Tuy nhiên, không có bằng chứng nào chứng tỏ rằng các học giả Việt Nam thời trung cổ biết về những trống đồng này hoặc những người sử dụng chúng. Đó là một truyền thuyết được chế ra vào thế kỷ 20. Tuy vậy, những gì mà tầng lớp quý tộc Hán thời trung cổ biết tới là các ghi chép cổ, và họ dựa trên những ghi chép cổ để làm tư liệu và cảm hứng để sáng tạo ra một lịch sử cũng như bản sắc địa phương cho bản thân. Tầng lớp quý tộc Hán ở đồng bằng sông Hồng không hề đơn độc trong việc này. Các học giả tại các vùng khác nhau của đế chế Trung Hoa, chẳng hạn Tứ Xuyên và Quảng Đông, tham gia vào những việc tương tự vào cùng thời. Toàn bộ trên khu vực rộng lớn này trong gần như cùng một giai đoạn, các học giả hướng con mắt và sự chú ý của mình vào vùng bản địa của họ. Họ sáng tạo ra các ghi chép về vùng đất của mình, chẳng hạn như các câu chuyện chí quái, bằng việc kiểm tra những điều đã được viết ra trước về khu vực của mình. Trong quá trình này, họ góp phần vào việc hình thành nên bản sắc địa phương. Sau cùng, công việc khơi mào bởi tầng lớp quý tộc Hán thời trung cổ ở nơi mà ngày nay là Việt Nam tiến xa nhất. Qua nhiều thế kỷ, các truyền thuyết họ sáng chế ra đã trở thành bản sắc không thể thay đổi. Thực vậy, nửa thế kỷ qua, dưới sự áp đảo của chủ nghĩa dân tộc tại Việt Nam, những truyền thuyết được tầng lớp quý tộc Hán tạo ra thời trung cổ tại Việt Nam ngày nay đã trở thành sự thật không thể bị thách thức.

#### Mối liên hệ với tiếng Thái
Vào đầu những năm 1980, nhà ngôn ngữ học người Tráng Vi Khánh Ổn (韦庆稳) sử dụng tiếng Hán Thượng Cổ được phục nguyên để giải mã tài liệu duy nhất còn sót lại về ngôn ngữ của người Yuet (Việt)  Việt Nhân Ca (越人歌) (một số người cho rằng bài hát này có niên đại từ năm 528 TCN dựa vào các nhân vật có liên quan trong câu chuyện và nơi diễn ra câu chuyện là tại tỉnh Hồ Bắc ngày nay). Yue là tên gọi chỉ các cư dân sống tại khu vực miền nam sông Trường Giang ngày nay vào thời Trung Hoa cổ đại. Tuy nhiên các cư dân này bản thân họ không tự gọi mình bằng Yuet. Kết quả của Wei Qingwen cho thấy từ vựng tiếng Yuet có một sự tương đồng mạnh mẽ với tiếng Tráng hiện đại. Sau đó, Trịnh Trương Thượng Phương (郑张尚芳) (1991) đi theo hướng củaVi Khánh Ổn nhưng sử dụng chữ viết Thái Lan để so sánh vì bảng chữ cái Thái Lan có niên đại từ thế kỷ 13 và vẫn giữ được các âm cổ so với phát âm hiện đại. Ví dụ các âm tiếng Thái được ghi bằng phụ âm đầu "thấp", chẳng hạn ค่ำ [gamC], được cho là đã từng được phát âm hữu thanh, nhưng ngày nay chúng được phát âm bật hơi vô thanh [kʰamC]. Kết quả của Zhengzhang cũng cho thấy sự tương đồng giữa tiếng Thái và tiếng Yue.

Bản đồ phân bố ngữ hệ Tai-Kadai
Ngữ chi Tai gồm:
Tai Bắc / Tráng Bắc + Bố Y
Tai Trung tâm / Tráng Nam
Tai Tây Nam/ Các ngôn ngữ Thái

Người Thái (Thái Lan) và người Tráng, ngày nay sống rất xa nhau và hai nhóm này bản thân họ cũng có rất ít cảm giác về sự tương đồng. Nhưng vào thời đại xa xưa họ hẳn đã phải sống cùng nhau. Cả hai nhóm này chia sẻ những từ vựng rất tương đồng: khaau 'gạo', lao 'rượu', khwaai 'trâu', mu 'lợn', ma 'chó'; tất cả những cụm từ về sản xuất gia đình, vật nuôi, nông nghiệp này đều tương đồng. Jerold A. Edmondson thuộc đại học Texas tại Arlington, trích dẫn bài báo của Phạm Hồng Quý (范宏貴) (1989), chỉ ra rằng người Thái và người Tráng có cùng một tên gọi, Keo (KɛɛuA1), chỉ người Việt Nam. Từ này được lấy từ tên của một quận hay nơi đồn trú của quân đội Trung Hoa gọi là Giao Chỉ (交址), thành lập ở Việt Nam khoảng năm 112 TCN, cùng tám quận khác: Nam Hải (南海), Uất Lâm (郁林), Thương Ngô (苍梧), Hợp Phố (合浦), Cửu Chân (九真), Nhật Nam (日南), Châu Nhai (珠崖), và Đam Nhĩ (儋耳). Trong các quận này, Giao Chỉ, nằm ở đồng bằng sông Hồng, là quan trọng nhất và tồn tại trong suốt 200 năm. Tên này trở thành tên gọi chỉ Việt Nam hoặc người Việt Nam không sớm hơn năm 112 TCN, và do đó nó làm căn cứ cho thời điểm sớm nhất mà người Thái di cư vào vùng Đông Nam Á.
James R. Chamberlain trích dẫn Leonardcho Aurousseau (1923) chỉ ra rằng Giao Chỉ được nhắc đến lần đầu tiên dùng để chỉ các vùng đất phía nam được tìm thấy trong cuốn Lễ ký và Lã Thị Xuân Thu. Giao trong Giao Chỉ là tên gọi mà các dân tộc phi-Tai dùng để chỉ người Tai, và chỉ sau này từ này được dùng để chỉ dân An Nam. Trên thực tế, hầu như tất cả các thông tin được ghi chép lại về cổ sử Việt Nam đều là sáng chế vào thời trung cổ, vì chính vào giai đoạn này một số học giả Việt Nam cố gắng tạo ra một lịch sử linh thiêng hơn cho họ.
Sau khi bành trướng và thiết lập nền cai trị ở phương nam, các triều đại Trung Hoa bắt đầu đặt họ cho các cư dân bản địa. Quá trình này diễn ra đặc biệt mạnh mẽ vào thời Nam Bắc triều (420-589). Nhưng điều này không xảy ra với người Thái vì họ không có phong tục đặt họ cho con cái cho đến triều đại của Rama VI khoảng 100 năm trước. Do đó thời gian muộn nhất có thể mà người Thái rời khỏi lãnh thổ Trung Hoa là vào thời Nam Bắc Triều. Tuy nhiên Pittayawat Pittayaporn (2014) cho rằng thời gian Tai Tây Nam tách khỏi Tai Nguyên Thủy diễn ra rất gần đây, vào khoảng thế kỷ 8-thế kỷ 10. Do đó thời gian người Thái di cư từ Quảng Tây xuống phía nam vào khu vực phía bắc Lào và Thái Lan ngày nay cũng diễn ra vào khoảng thế kỷ 8-thế kỷ 10.
|                | Tai Nguyên Thủy | Thái Lan | Lào  | Sapa  | Bảo Yên | Cao Bằng | Long Châu | Thượng Tư (上思) | Giáy  | Saek   |
| -------------- | --------------- | -------- | ---- | ----- | ------- | -------- | --------- | ---------------- | ----- | ------ |
| Người Việt Nam | *ke:wA          | kɛ:wA1   | kɛːw | kewA1 | kɛ:wA1  | kɛwA1    | ke:wA1    | kewA1            | cewA1 | ke:wA1 |

- Dữ liệu lấy từ luận văn tiến sĩ (2009) của Pittayawat Pittayaporn, trang 337. Riêng tiếng Lào ແກວ /kɛːw/ lấy từ thư viện SEAlang.net.

Pittayawat Pittayaporn trong chuyến đi thu thập dữ liệu từ vựng của các nhóm Tai ở vùng biên giới Việt-Trung và Quảng Tây, bị ấn tượng mạnh bởi cảnh quan núi đá ở những vùng này, đã chỉ ra một vài ví dụ về sự biến đổi từ vựng dựa trên thay đổi cảnh quan địa lý diễn ra trong quá trình di cư của Tai Nguyên Thủy (proto-Tai) từ vùng Quảng Tây xuống vùng Đông Nam Á. Một trong số ví dụ đó như sau:
Tất cả các ngôn ngữ Tai đều có một từ cụ thể để chỉ núi đá. Chúng được gọi là pla trong các phương ngữ Tai Bắc ở Vũ Minh và Bình Quả (平果), pja ở Liễu Châu (柳州), pra ở Quý Cảng (贵港), pha trong phương ngữ Tai trung tâm ở Thượng Tư (上思), và ngoài ra phja trong các phương ngữ ở Đức Bảo (德保), Tĩnh Tây (井陉), và Cao Bằng. Ngược lại, trong tất cả các ngôn ngữ Tai Tây Nam, từ này chỉ những chủ thể mơ hồ. Ví dụ trong tiếng Thái pha: ผา không bao giờ đứng một mình. Nghĩa của nó trong từ điển của Viện Hoàng Gia, "núi, hay đá trên núi", là khá mơ hồ. Hơn nữa, nó chỉ được tìm thấy là một phần của những từ ghép cổ, lỗi thời như naa phaa หน้าผา "vách đá", và hin pha: หินผา nghĩa là "đá núi". Trong tiếng Thái hiện đại núi đá được gọi bằng một từ ghép mới phuukhaw hin ภูเขาหิน ("núi" + "đá"). Trong các ngôn ngữ Tai Tây Nam khác, từ này tương tự như trong tiếng Thái, có ý nghĩa rất mơ hồ, ví dụ Thái Đen na fa "vách đá", Thái Trắng pha "vách đá, tảng đá", và Shan pha "vách đá, đá" như trong từ mak pha "đá".
Một từ cổ xưa, không còn dùng nữa gợi ý rằng chủ thể lúc ban đầu nó nhắc đến đã từng là trung tâm trong đời sống của các cư dân nói ngôn ngữ đó, nhưng không còn quan trọng vào một thời điểm sau trong quá trình phát triển của ngôn ngữ đó. Do đó, sự lỗi thời của từ Tai dùng để chỉ núi đá trong tiếng Tai Tây Nam chỉ ra rằng vùng núi đá không thống trị cảnh quan địa lý nơi tiếng Tai Tây Nam phát triển. Vùng núi đá chắc hẳn phải tồn tại ở nơi tiếng Tai-Nguyên Thủy khởi nguồn, ví dụ Quảng Tây. Sau đó khi Tai Nguyên Thủy phát triển thành ba nhánh chính, Tai Tây Nam hẳn đã phải phát triển tại một vùng nơi mà núi đá không phải là một cảnh quan địa lý quan trọng. Vì núi đá không còn là trung tâm trong đời sống của những người nói, ý nghĩa của từ trở nên bị quên lãng. Vì từ này đã trở nên lỗi thời, những người nói các ngôn ngữ Tai Tây Nam không còn biết từ này lúc đầu mang nghĩa gì. Mặc dù núi đá có tồn tại ở một số lãnh thổ nơi các ngôn ngữ Tai Tây Nam được nói, nhưng ngày nay chúng được gọi bằng những từ mới chế ra chứ không phải bằng từ Tai Nguyên Thủy ban đầu.

### So sánh từ vựng
Dưới đây là bảng so sánh một số từ vựng giữa: Tiếng Bố Y nói ở huyện Vọng Mô, tỉnh Quý Châu, Trung Quốc, cùng 5 phương ngữ Tráng và 4 ngôn ngữ Tai Tây Nam.
Tráng Vũ Minh nói tại Song Kiều Trấn (双桥镇), huyện Vũ Minh (武鸣县), 30 km về phía bắc Nam Ninh. Tráng Lai Tân tại Tự Cước (寺脚), Lai Tân (来宾), Quảng Tây. Tráng Đại Tân tại thôn Hậu Ích (后益乡), Đại Tân (大新), Quảng Tây. Tráng Đức Bảo tại Nguyên Đệ Nhị Khu (原第二区), Đức Bảo, Quảng Tây. Tai Phake tại làng Namphakey, quận Dibrugarh, bang Assam, Ấn Độ.

| Tiếng Việt       | Tai Nguyên Thủy     | Tai Bắc                | Tai Bắc       | Tai Bắc       | Tai Trung tâm       | Tai Trung tâm | Tai Trung tâm | Tai Tây Nam                    | Tai Tây Nam               | Tai Tây Nam               | Tai Tây Nam |
| Tiếng Việt       | Tai Nguyên Thủy     | Bố Y Vọng Mô           | Tráng Vũ Minh | Tráng Lai Tân | Tráng Long Châu     | Tráng Đại Tân | Tráng Đức Bảo | Thái Lan Chuẩn                 | Lào Chuẩn                 | Shan                      | Tai Phake   |
| ---------------- | ------------------- | ---------------------- | ------------- | ------------- | ------------------- | ------------- | ------------- | ------------------------------ | ------------------------- | ------------------------- | ----------- |
| Tay              | *mwɯ:A              | va35 fəŋ31             | faɯ31         | fɯŋ231        | mɯ21                | mɯ21          | moŋ31         | mɯ:1 มือ                        | mɯ́ ມື                      | mɯ4 မိုဝ်း                    | mɯ:2        |
| Chân             | *p.qa:A             | ka24                   | ha24          | ka45          | kha33               | pa:ŋ33 kha55  | kɔ:k55 kha31  | kha:5 ขา                       | khăː ຂາ                   | kha:1 ၶႃ / ka:w3 ၵၢဝ်ႈ        | kha:6       |
| Da (Bì)          | *ʰnaŋA              | nɐŋ24                  | naŋ24         | naŋ45         | naŋ33               | naŋ55         | naŋ54         | naŋ5 หนัง                       | năŋ ຫນັງ                   | naŋ1 ၼင်                   | naŋ6, phiu6 |
| Lưng             | *ʰlaŋA              | pai44 laŋ24            | pa:i33 laŋ24  | pa:i21 laŋ45  | paŋ32 laŋ33         | laŋ55         | laŋ54         | laŋ5 หลัง                       | lăŋ ຫລັງ                   | laŋ1 လင်                   | laŋ6        |
| Bụng             | *dwu:ŋC             | toŋ42                  | tuŋ42         | tuŋ213        | to:ŋ32              | tho:ŋ13       | to:ŋ2323      | thɔ:ŋ4 ท้อง                     | thɔ̑ːŋ ທ້ອງ/ phōːn ໂພ່ນ      | tɔŋ5 တွင်ႉ                   | tauŋ4       |
| Xương            | *C̥.dukD             | ʔdɔ35                  | do:k35        | do:k33        | duk55               | duk33         | do:k33        | du:k2/ kradu:k2 กระดูก          | dȕːk/ ká dȕːk ກະດູກ        | lup2 လုပ်ႇ                   | nuk1        |
| Ruột             | *sajC               | sɐi53                  | θai55         | sai33         | ɬai24               | ɬai13         | θai214        | saj3 ไส้                        | sȁi ໃສ້                    | sʰaj3 သႆႈ                   | sai3        |
| Gan              | *tapD               | tap35                  | tap55         | tap55         | tap55               | tap55         | tɔ:p55        | tap2 ตับ                        | táp ຕັບ                    | tap4 တပ်း                   | tap1        |
| Vai              | *C̥.ba:B             | paŋ42 ʔba35            | hoŋ42 ba35    | ba54          | ba55                | ba33          | ba33          | ba:2 บ่า                        | bāː ບ່າ                    | ma:2 မႃႇ                    | ma:1        |
| Máu              | *lɯətD              | liət44                 | lɯət33        | lɯ:t21        | lə:t11              | lɯ:t33        | lu:t33        | lɯət3 เลือด                     | lɯ̂a:t ເລືອດ                | lət3 လိူတ်ႈ                   | nət4        |
| Đầu              | *truəA/ *krawC      | tɕau52                 | ɣau55         | kɣau33        | hu24/ bau24         | wuə55         | thu31         | huə5 หัว                        | hǔa ຫົວ                    | ho1 ႁူဝ်                    | ho6         |
| Cổ               | *ɣo:A               | ʔɛu24 xo31             | ho31          | ho231         | ko21                | ho21          | wo31          | khɔ:1 คอ                       | khɔ́ː ຄໍ                    | khɔ4 ၶေႃး                    | khɔ2        |
| Mắt              | *p.ta:A             | lək42 ta24             | ɣa24          | lɯk21 ta45    | ma:k55 ha33         | ma:k55 ha55   | ma:k55 tha31  | ta:1 ตา                        | tàː ຕາ                    | ta:1 တႃ                    | ta:2        |
| Mồm              | *pa:kA              | ɕoŋ33 pa35             | pa:k35        | pa:k33        | pa:k55              | pa:k33        | pa:k55        | pa:k2 ปาก                      | pȁːk ປາກ                  | sʰop4 သူပ်း                  | pa:k1       |
| Lưỡi             | *li:nC              | lin42                  | lin42         | lin213        | lin32               | lin13         | lən2323       | lin4 ลิ้น                        | lȋːn ລີ້ນ                   | lin5 လိၼ်ႉ                   | lin4        |
| Sợ               | *ʰla:wA             | la:u24                 | la:u24        | la:u45        | la:u33              | la:u55        | la:u54        | kluə1 กลัว                      | kùa ກົວ                    | ko1 ၵူဝ်                    | ko2         |
| Cười             | *krɯəwA             | ðɛu24                  | ɣiəu24        | ɣi:u45        | hu33                | wuə55         | khu31         | huə5 หัว/ huə5rɔʔ4 หัวเราะ       | hǔa ຫົວ                    | kho1 ၶူဝ်                   | kho6        |
| Khóc             | *t.hajC             | tɐi53                  | tai55         | tai33         | hai24               | hai13         | hai214        | ha:j3 ไห้                       | hȁi ໄຫ້                    | haj3 ႁႆႈ                    | hai3        |
| Thấy             | *tranA              | ɕim24                  | ɣan24         | ɣan45         | han33               | han55         | than31        | hen5 เห็น                       | hěn ເຫັນ                   | han1 ႁၼ်                   | han6        |
| Ăn               | *kɯɲA               | kən24                  | kɯ24          | kɯn45         | kin33               | kin55         | kən54         | kin1 กิน                        | kìn ກິນ                    | kin1 ၵိၼ်                   | kin2        |
| Ngủ              | *nwɯ:nA             | nin31                  | nin31         | nɯn231        | no:n21              | no:n21        | no:n31        | nɔ:n1 นอน                      | nɔ́ːn ນອນ                  | nɔn4 ၼွၼ်း                   | nɔn2        |
| Ngồi             | *naŋB               | nɐŋ44                  | naŋ33         | naŋ21         | naŋ11               | naŋ33         | naŋ33         | naŋ3 นั่ง                        | nāŋ ນັ່ງ                    | naŋ3 ၼင်ႈ                   | naŋ5        |
| Đi               | *pajA               | pɐi24                  | pai24         | —             | phja:j24            | sa:i13        | phja:i214     | paj1 ไป                        | pai ໄປ                    | paj1 ပႆ                    | pai2        |
| Đến              | *ʰma:A              | ma24                   | ma24          | —             | ma21                | ma21          | ma31          | ma:1 มา                        | máː ມາ                    | ma:4 မႃး                    | ma:2        |
| Trộm             | *C̬.lakD             | ðɐk33                  | ɕak33         | tsak21/ lou45 | lak42               | lak21         | lak31         | lak4 ลัก                        | lāk ລັກ                    | lak5 လၵ်ႉ                   | lak4        |
| Giết             | *qa:C               | ka53                   | ka55          | ka33          | kha:24              | kha13         | kha214        | kha:3 ฆ่า                       | khȁː ຂ້າ                   | kha:3 ၶႃႈ                   | kha:3       |
| Chết             | *p.ta:jA            | ta:i24                 | ɣa:i24        | ta:i45        | ha:i33              | ha:i55        | tha:i31       | ta:j1 ตาย                      | tàːy ຕາຍ                  | ta:j1 တၢႆ                   | ta:i2       |
| Chó              | *ʰma:A              | ma24                   | ma24          | ma45          | ma33                | ma55          | ma54          | ma:5 หมา                       | măː ໝາ                    | ma:1 မႃ                    | ma:6        |
| Chim             | *C̬.nokD             | ðɔk33                  | ɣok33         | ɣok21         | nuk42               | no:k21        | nɔ:k31        | nok4 นก                        | nōk ນົກ                    | nok5 ၼူၵ်ႉ                   | nok4        |
| Chuột            | *ʰnu:A              | tu0 va:u52             | nau24         | nou45         | nu33                | nu55          | nai45         | nu:5 หนู                        | nŭː ໜູ                     | nu1 ၼူ                     | nu:6        |
| Rắn              | *ŋwɯ:A              | ŋɯə31                  | ŋɯ31          | ŋɯ231         | ŋu21                | ŋu21          | ŋou31         | ŋu:2 งู                         | ŋúː ງູ                     | ŋu4 ငူး                     | ŋu:2        |
| Cá               | *pla:A              | pja24                  | pla24         | pɣa45         | pja:33              | pja55         | pja54         | pla:1 ปลา                      | paː ປາ                    | pa:1 ပႃ                    | pa:2        |
| Đá               | *tri:lA             | ʔdɐk35 ðin24           | ɣin24         | ɣin45         | hin33               | hin55         | thən31        | hin5 หิน                        | hĭn ຫິນ                    | hin1 ႁိၼ်                   | hin6        |
| Lửa              | *wɤjA               | fi31                   | fai31         | fei231        | faj21               | fai21         | fai31         | faj1 ไฟ                        | fáy ໄຟ                    | phaj4 ၽႆး                   | phai2       |
| Nước             | *C̬.namC             | ðam42                  | ɣam42         | ɣam213        | nam32               | nam13         | nɔ:m2323      | nam4 น้ำ                        | nȃm ນ້ຳ                    | nam5 ၼမ်ႉ                   | nam4        |
| Gió              | *C̬.lɯmA             | ðum31                  | ɣum31         | ɣum231        | lum21               | lum21         | lɔ:m31        | lom1 ลม                        | lóm ລົມ                    | lom4 လူမ်း                   | lom²        |
| Trời             | *va:C               | ʔbən24                 | bɯn24         | bun45         | fa32                | fa13          | fa2323        | fa4 ฟ้า                         | fȃː ຟ້າ                    | pha:5 ၽႃႉ                   | a:1 ka:1    |
| Đất              | *ɗin                | na:m33                 | tom24         | na:m21        | tum33               | tum55         | na:m33        | din1 ดิน                        | din ດິນ                    | lin1 လိၼ်                   | nin2        |
| Đen              | *C̥.damA             | fon42                  | dam24         | ʔnam45        | dam33               | dam55         | dam31         | dam1 ดำ                        | dam ດຳ                    | lam1 လမ်                   | nam²        |
| Trắng            | *xa:wA              | xa:u24                 | ha:u24        | ha:u45        | kha:u33             | —             | kha:u31       | kha:w1 ขาว                     | khǎːu ຂາວ                 | kha:w1 ၶၢဝ်                 | kha:u6      |
| Đỏ (Hồng)        | *C̥.dwi:ŋA           | ʔdiŋ24                 | diŋ24         | diŋ45/ hoŋ231 | de:ŋ33              | de:ŋ55        | de:ŋ31        | dɛ:ŋ1 แดง                      | dɛːŋ ແດງ                  | lɛŋ1 လႅင်                   | naiŋ2       |
| Vàng (Hoàng)     | *ʰlɯəŋA             | xɛn53                  | he:n55        | je:n33        | lə:n33              | tsɯŋ55        | he:n214       | lɯəŋ1 เหลือง                    | lɯ̌aːŋ ເຫລືອງ               | ləŋ1 လိူင်                   | ləŋ6        |
| Xanh (Lục)       | *xiəwA              | lok33                  | he:u24        | je:u45        | khe:u33             | khe:u55       | khi:u31       | khiəw1 เขียว                    | khĭaːw ຂຽວ                | khew1 ၶဵဝ်                  | kheu6, kiŋ2 |
| Xa               | *k.lajA             | tɕɐi24                 | kjai24        | kɣai45        | kwaj33              | kwai55        | kwai54        | klaj1 ไกล                      | kai ໄກ                    | kaj1 ၵႆ                    | kai2        |
| Mỏng             | *C̥.ba:ŋA            | ʔbɛŋ24                 | ba:ŋ24        | ba:ŋ45        | ba:ŋ33              | ba:ŋ55        | ba:ŋ31        | ba:ŋ1 บาง                      | baːŋ ບາງ                  | ma:ŋ1 မၢင်                  | ma:ŋ2       |
| Dày              | *ʰna:A              | na24                   | na24          | na45          | na33                | na55          | na54          | na:5 หนา                       | năː ຫນາ                   | na:1 ၼႃ                    | na:6        |
| Người            | *ɢwɯnA              | xʊən31                 | wun31         | wun231        | kən21               | khɯn21        | kɔ:n31        | khon1 คน                       | khón ຄົນ                   | kon4 ၵူၼ်း                   | kon2        |
| Con              | *lɯ:kD              | —                      | lɯk33         | lɯk21         | luk11               | luk33         | lok33         | lu:k3 ลูก                       | lȗːk ລູກ                   | luk3 လုၵ်ႈ                   | luk4        |
| Mẹ               | *me:B               | mɛ44                   | ta42 me33     | mi33/ mi21    | tɕa55               | me33          | me33          | mɛ:3 แม่                        | mɛ̄ː ແມ່                    | mɛ3 မႄႈ                     | mɛ5         |
| Bố               | *bo:B               | po44                   | ta42 po33     | po21          | pa55                | pa55          | pa33          | phɔ:3 พ่อ                       | phɔ̄ː ພໍ່                    | pɔ3 ပေႃႈ                     | pɔ5         |
| Tao              | *ku:A/ *kawA        | ku24                   | kau24         | kou45         | kau33               | kau55         | —             | ku:1 กู                         | kùː ກູ                     | kaw1 ၵဝ်                   | kau2        |
| Mày              | *mɯŋA/ *maɰA        | məŋ31                  | mɯŋ31         | mɯŋ231        | maɰ21               | —             | —             | mɯŋ1 มึง                        | mɯ́ŋ ມຶງ                    | maɯ4 မႂ်း                    | maɯ2        |
| Mình, ta         | *rawA               | xo44 ðɐu31/ po31 ðɐu31 | fan33 ɣau31   | ɣau231        | lau21               | ɬau21         | rau31         | raw1 เรา                       | háw ເຮົາ                   | haw4 ႁဝ်း                   | hau2        |
| Không (phủ định) | *mi:A/ *ɓawB/ *bo:B | mi31                   | bau55/ bɯ55   | di45/ bou54   | mi55                | mi21          | mei31/ pɔ33   | maj3 ไม่/ mi4 มิ/ bɔ:2 บ่         | bɔ̄ː ບໍ່                     | maw2 မဝ်ႇ                   | ɯŋ2         |
| 1                | *nɯ:ŋB/ *ɗiəwA      | ʔdɛu24/ ʔit35          | de:u24/ ʔit55 | de:u45/ ʔit55 | nəŋ33/ nəŋ11/ ʔit55 | nɯŋ33/ ʔe:t55 | de:u31/ ʔat55 | nɯŋ2 หนึ่ง/ diaw1 เดียว/ ʔet2 เอ็ด | nɯ̄ŋ ນຶ່ງ/ diaːw ດຽວ/ ét ເອັດ | nɯŋ3 ၼိုင်ႈ/ lew1 လဵဝ်/ ʔet4 ဢဵတ်း | nɯŋ5        |
| 2                | *so:ŋA              | soŋ24/ ŋi44            | θo:ŋ24/ ŋai33 | so:ŋ45/ ŋei21 | ɬo:ŋ33/ ji11        | ɬo:ŋ55/ ji33  | θo:ŋ54/ ȵei33 | sɔ:ŋ5 สอง/ ji:3 ยี่              | sɔ̌ːŋ ສອງ                  | sʰɔŋ1 သွင်                  | sauŋ6       |
| 3                | *sa:m               | sa:m24                 | θa:m24        | sa:m45        | ɬa:m33              | ɬa:m55        | θa:m54        | sa:m5 สาม                      | săːm ສາມ                  | sʰa:m1 သၢမ်                 | sa:m6       |
| 4                | *si:B               | si35                   | θai35         | sei54         | ɬi55                | ɬi42          | θei45         | si:2 สี่                         | sīː ສີ່                     | sʰi2 သီႇ                    | —           |
| 5                | *ha:C               | xa53                   | ha55          | ha33          | ha24                | ha13          | ha214         | ha:3 ห้า                        | hȁː ຫ້າ                    | ha:3 ႁႃႈ                    | ha:3        |
| 6                | *krokD              | ðok35                  | ɣok55         | ɣok55         | huk55               | ho:k55        | khjo:k55      | hok2 หก                        | hōk ຫົກ                    | hok4 ႁူၵ်း                   | hok1        |
| 7                | *cetD               | ɕɛt35                  | ɕat55         | tsat55        | cit55               | tse:t55       | tsat55        | cet2 เจ็ด                       | cét ເຈັດ                   | tset4 ၸဵတ်း                  | ce:t1       |
| 8                | *pe:tD              | pɛt35                  | pe:t35        | pe:t33        | pe:t55              | pe:t33        | pe:t55        | pɛ:t2 แปด                      | pɛ̏ːt ແປດ                  | pɛt2 ပႅတ်ႇ                   | pɛt1        |
| 9                | *kɤwC               | ku53                   | kau55         | kiu33         | kau24               | kau13         | kau214        | ka:w3 เก้า                      | kâu ເກົ້າ                   | kaw3 ၵဝ်ႈ                   | kau3        |
| 10               | —                   | ɕip33                  | ɕip33         | sip21         | ɬip55               | ɬip55         | θəp55         | sip2 เก้า                       | síp ສິບ                    | sʰip4 သိပ်း                  | sip1        |
| 20               | —                   | ŋi33 ɕip33             | ŋai33 ɕip33   | ŋei21 sip21   | ji11 ɬip55          | ji33 ɬip55    | ȵei33 θəp55   | ji:3 sip2 ยี่สิบ                  | sáːo ຊາວ                  | sʰa:w4 သၢဝ်း                 | sa:u2       |
| Tiếng Việt       | Tai Nguyên Thủy     | Bố Y Vọng Mô           | Tráng Vũ Minh | Tráng Lai Tân | Tráng Long Châu     | Tráng Đại Tân | Tráng Đức Bảo | Thái Lan Chuẩn                 | Lào Chuẩn                 | Shan                      | Tai Phake   |
| Tiếng Việt       | Tai Nguyên Thủy     | Tai Bắc                | Tai Bắc       | Tai Bắc       | Tai Trung tâm       | Tai Trung tâm | Tai Trung tâm | Tai Tây Nam                    | Tai Tây Nam               | Tai Tây Nam               | Tai Tây Nam |

- Tai Nguyên Thủy: The Phonology of Proto-Tai (2009), tác giả: Pittayawat Pittayaporn, trang: 323-361 .
- Bố Y Vọng Mô, Tráng Vũ Minh, Tráng Lai Tân, Tráng Đức Bảo, Thái Lan, Lào, Shan, Tai Phake: Austronesian Basic Vocabulary Database  Lưu trữ ngày 20 tháng 4 năm 2017 tại Wayback Machine; Thai dictionary (SEAlang) ; Lao dictionary (SEAlang) ; Shan dictionary (SEAlang) .
- Trong tiếng Thái bình dân, /r/ luôn phát âm thành /l/, ví dụ: rɔ:j4 'trăm' → lɔ:j4, raw1 'mình, ta' → law1. Không phát âm /r/ và /l/ khi chúng nằm giữa một phụ âm đầu và nguyên âm, ví dụ: klaj1 'xa' → kaj1, pla:1 'cá' → pa:1, kradu:k2 'xương' → kadu:k2.
- Các từ được bôi xanh là từ mượn tiếng Hán, bôi nâu là từ mượn Indo-Aryan, bôi đỏ là từ cổ không còn sử dụng.

## Tín ngưỡng

Một biểu tượng văn hóa tín ngưỡng của người Tráng. Đó là biểu tượng của chúa Buluotuo, đấng tạo hóa vĩ đại của dân tộc Tráng.

Hầu hết người Tráng theo một tín ngưỡng vật linh truyền thống gọi là Sư Công giáo (Zhuàngzú shīgōng jiào 壮族师公教) hay Mo Giáo (Mó jiào 摩教), bao gồm nghi thức thơ cúng tổ tiên. Mo Giáo có các bài tế riêng và các thầy tế được gọi là bu mo (Pù Mo). Trong các nghi thức Mo truyền thống, thầy Mo dùng xương gà để xem quẻ. Trong Mo Giáo, đấng tạo hóa là Bu Luotuo và vũ trụ gồm ba yếu tố với tất cả mọi vật được hình thành từ ba yếu tố này, gồm: trời, đất và nước.
Người Tráng cũng có một số theo Phật giáo, Đạo Giáo và Thiên chúa giáo.

## Lịch sử

### Tiền lịch sử
Trong khi các nhà khoa học Trung Quốc tiếp tục đặt "ngôn ngữ Tráng-Đồng" vào hệ ngữ Hán-Tạng, thì các nhà ngôn ngữ học ngày nay đặt nhóm ngôn ngữ này vào hệ ngôn ngữ Tai–Kadai, với giả thuyết phổ biến nhất là có nguồn gốc Nam đảo, có thể khởi nguồn từ Đài Loan và dư cư về phía tây nam qua Trung Hoa ngày nay.

### Thời kỳ đế chế Trung Hoa
Các ghi nhận lịch sử sớm nhất về người Tráng được khám phá cho đến nay là Bích họa Hoa Sơn (花山壁画), có từ thời chiến quốc (475–221 TCN).
Có rất ít các ghi chép tiếng Hán trước khi người Hán xâm nhập vào khu vực người Tráng, sự ám chỉ đơn giản đến vùng đất phía nam sông Trường Giang là "Bách Việt" (百越). Những cuộc xâm lấn phương nam của Tần Thủy Hoàng được trình bày trong sử ký của Tư Mã Thiên. Cuộc tấn công lúc đầu vào vùng Lĩnh Nam đã tỏ ra thảm bại, với sự thất bại của tướng Đồ Thư trong trận đánh năm 218 TCN, nhưng công binh của ông, Sử Lộc đã hoàn thành việc xây dựng kênh Linh nối liền hai con sông Tương Giang và Ly Giang. Năm 214, Triệu Đà và Nhâm Ngao quay trở lại và bình định tộc người Tây Âu, khai phá Quảng Tây và phía nam với sự nhập cư của hàng trăm nghìn người Hán.
Một thập kỷ sau sự sụp đổ của Nhà Tần, Triệu Đà sử dụng vị trí của mình với tư cách là quận úy Quận Nam Hải, lập nước Nam Việt và đặt thủ đô ở Phiên Ngung. Với giải pháp quy thuận và độc lập khỏi sự kiểm soát của Nhà Hán, vương quốc này đã mở rộng sự thực dân và Hán hóa bằng chính sách "hòa hợp bách việt" (和集百越) cho đến năm 211 TCN nhưng không được sự ủng hộ của người Tráng.
Nhà Hán đã giảm bớt quyền lực địa phương và lập các căn cứ quân sự ở Quế Lâm, Ngô Châu, và Ngọc Lâm. Cuộc nổi dậy ở Giao Chỉ do Hai Bà Trưng lãnh đạo bị tướng Mã Viện đàn áp năm 42, Mã Viện được ghi nhận với tư cách giúp bình định những vùng này bằng việc cải thiện hệ thống tưới tiêu và nhiều điều luật Hán. Cuộc di cư của Người Dao từ vùng gần Trường Sa, Hồ Nam tới Quảng Tây ngày nay đã làm đảo lộn khu vực này.
Dưới thời Đường, người Tráng chuyển sang ủng hộ vương quốc Thái là Nam Chiếu ở Vân Nam, nước này đã đẩy lui hai cuộc tấn công của quân Đường năm 751 và 754. Quảng Tây khi ấy được chia thành hai vùng: một là vùng thuộc thế lực của người Tráng phía tây Nam Ninh và một là vùng thế lực của người Hán phía đông Nam Ninh.
Sau khi Nam Chiếu sụp đổ, Lưu Nghiễm thành lập nước Nam Hán. Nước này hầu như không thể kiểm soát được người Tráng, sau đó Nam Hán bị Tống đánh chiếm và sáp nhập năm 971.
Bị quấy rối bởi cả Tống lẫn Đại Cồ Việt, lãnh đạo Tráng tộc là Nông Trí Cao (侬智高) đã chỉ huy cuộc nổi dậy năm 1052, vì điều đó mà ông vẫn được người Tráng tưởng nhớ. Họ Nông được ghi chép lại trong Tống Sử là giàu có về vàng, đông đúc về dân số "để tóc dài, cài áo sang phía trái. Chúng thích chiền đấu và xem nhẹ cái chết". Quân Nông càn quét sang phía tây, chiếm Nam Ninh, bao vây Quảng Châu 57 ngày, và giết các chỉ huy của năm đội quân Trung Hoa được cử đi đánh họ. Cuối cùng họ bị đánh bại và nhiều thủ lĩnh bị giết. Các dòng họ không tham gia vào cuộc nổi dậy tham vọng này trở thành mục tiêu đồng hóa của Trung Hoa. Một số tàn quân nổi dậy tẩu tán về quê cũ nơi họ bắt đầu cuộc khởi nghĩa. Một số khác lẩn sâu vào vùng đồi núi. Các bộ tộc mang họ Nông và tự nhận là con cháu của quân nổi dậy định cư quanh vùng biên giới giữa Việt Nam-Quảng Tây-Vân Nam. Một bộ phận khác vẫn mang họ Nông và ghi nhớ cuộc nổi dậy qua các câu chuyện truyền miệng sinh sống ở Sipsongpanna, Lanna (miền bắc Thái Lan), và Dehong. Tiếng Lự, Yuan (phương ngữ miền bắc Thái Lan) và Dehong ở những khu vực này chứa các từ vựng và cấu trúc câu chỉ thấy ở người Tráng sống tại Quảng Tây.
Nhà Nguyên-Mông thiết lập quyền kiểm soát với Nam Tống sau trận Nhai Môn năm 1279 và thôn tính nước Đại Lý ở Vân Nam. Thay vì việc cai trị vùng Lĩnh Nam như một lãnh thổ lệ thuộc, người Mông Cổ chấp nhận Quảng Tây như là một tỉnh chính thức, nhưng việc đưa người Miêu từ Quý Châu và Hồ Nam vào đã làm vùng này bất ổn.
Khu vực này tiếp tục trở nên khó kiểm soát, nhà Minh đã sử dụng các nhóm dân tộc khác nhau để chống lại nhau. Một trong những trận đánh đẫm máu nhất trong lịch sử Tráng là tại Hẻm Mây Lớn chống lại người Dao 1465, nơi 20.000 người chết đã được ghi nhận.
Nhà Mãn-Thanh đã bỏ mặc khu vực này cho đến khi áp đặt quyền cai trị trực tiếp năm 1726. Thế kỷ thứ 19, khu vực này là một vùng bất ổn liên tục. Cuộc nổi dậy của người Dao năm 1831 được nối tiếp bằng Thái Bình Thiên Quốc năm 1850. Vụ các viên chức địa phương hành hình giáo sĩ Auguste Chapdelaine ở Quảng Tây đã gây ra chiến tranh nha phiến lần 2 năm 1858 và sau đó là sự can thiệp của Pháp vào Quảng Tây.

### Thời hiện đại

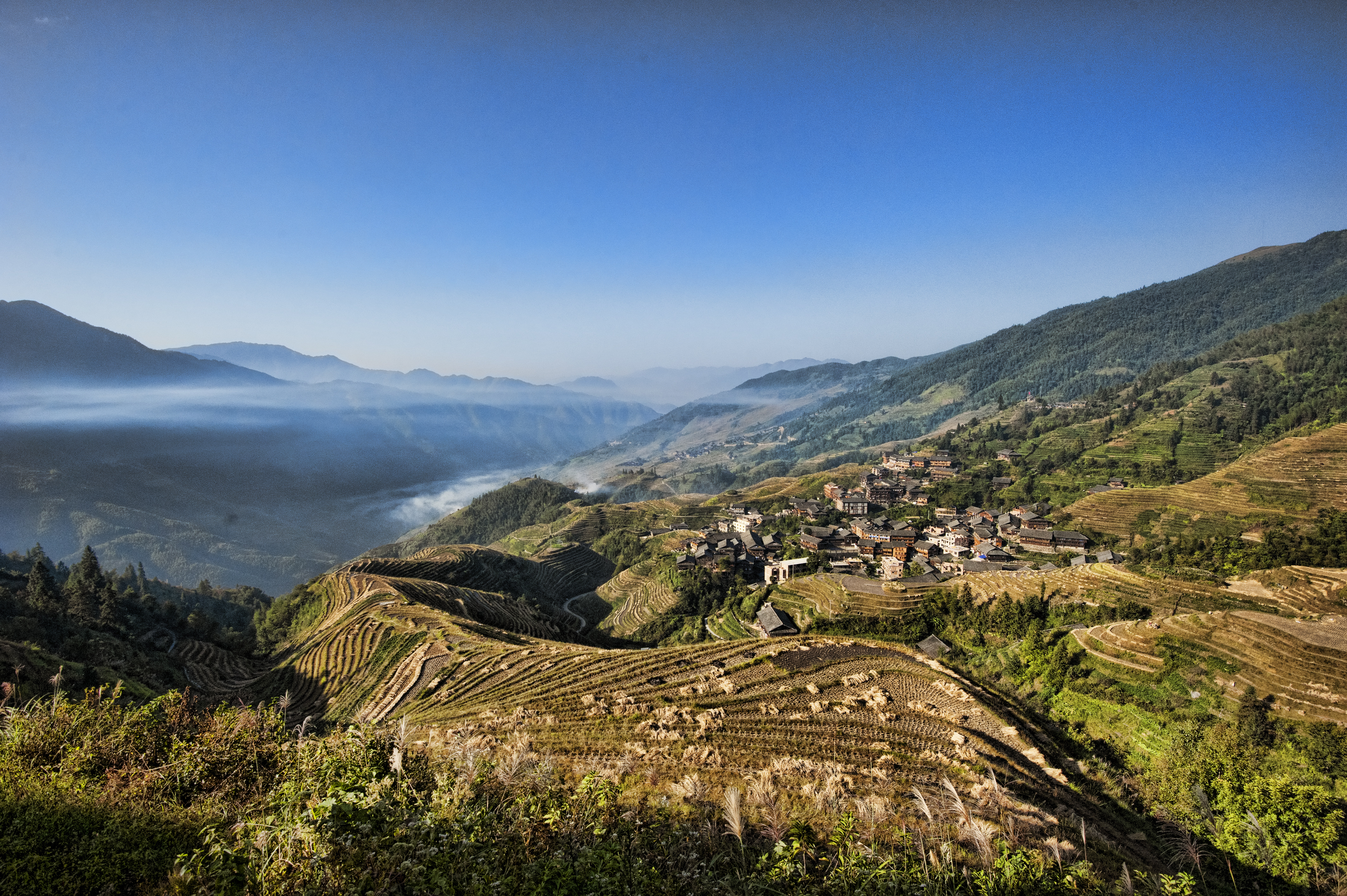
Bình An, một ngôi làng của người Tráng trên Ruộng Bậc Thang Long Thắng

Sau Khởi nghĩa Vũ Xương, Quảng tây ly khai khỏi đế chế Mãn-Thanh ngày 6 tháng 11 năm 1911. Tuần phủ Thanh là Thẩm Bỉnh Khôn, lúc đầu vẫn tại vị, nhưng sau đó bị loại bỏ bởi một cuộc binh biến do tướng Lục Vinh Đình chỉ huy. Cựu Quế Hệ (舊桂系) của tướng Lục đã vươn ra Hồ Nam và Quảng Đông và giúp chống lại nỗ lực tái lập lại chính phủ đế quốc của Viên Thế Khải trong cuộc Hộ quốc chiến tranh (护国战争). Lòng trung thành của người Tráng đã làm Quân chính phủ tự trị của ông vững mạnh nhưng miễn cưỡng di chuyển ra xa các tỉnh của mình. Sau đó, mối hiềm khích với Tôn Dật Tiên dẫn đến thất trận năm 1920 và 1921 trong Chiến tranh Việt Quế (粵桂战争). Sau thời gian chiếm đóng ngắn bởi lực lượng Quảng Đông của Trần Quýnh Minh, Quảng Tây rơi vào chia rẽ và cướp bóc nghiêm trọng trong vài năm cho đến khi Quân bình định Quảng Tây của Lý Tông Nhân lập ra Tân Quế Hệ (新桂系) do Lý, Hoàng Thiệu Hoành và Bạch Sùng Hy đứng đầu.
Trận đánh thắng lợi ở Hồ Nam chống lại Ngô Bội Phu dẫn đến quân bình bịnh Quảng Tây của người Tráng được gọi là "quân thần tốc" và "quân thép". Sau cái chết của Tôn Dật Tiên, Lý còn đánh lui cuộc biến loạn của Đường Kế Nghiêu trong chiến tranh Vân Nam-Quảng Tây và tham gia chiến tranh Bắc Phạt thiết lập sự kiểm soát của phe Quốc Dân Đảng với các tướng quân phiệt khác. Quân của ông là một trong số ít đơn vị Quốc Dân Đảng không bị ảnh hưởng của cộng sản và vì vậy được Tưởng Giới Thạch sử dụng trong Cuộc thảm sát Thượng hải năm 1927.
Sau mối bất hòa với Tưởng, Lý đã tham gia vào cuộc nổi loạn của Diêm Tích Sơn trong cuộc Trung Nguyên Đại Chiến tháng 5 năm 1930. Sự bại trận của ông đã không loại bỏ ông khỏi sự kiểm soát Quảng Tây, với Sự cố Mãn Châu và cuộc xâm lược của Nhật Bản đã ngăn cản Tưởng và phe Cộng sản loại bỏ ảnh hưởng của ông cho đến năm 1949. Trong chiến tranh thế giới thứ 2, Quảng Tây là một mục tiêu chính cho các cuộc tấn công của Nhật Bản. Chiến dịch Ichi-Go năm 1944 thành công đã mở rộng sự kiểm soát của Nhật Bản dọc tuyến đường sắt qua Quảng Tây vào Đông Dương thuộc Pháp, nhưng tuyến đường này vẫn bị tấn công liên tục bởi các máy bay ném bom Mỹ và nhóm bán quân sự người Tráng dưới quyền Bạch Sùng Hy.
Trong lịch sử Cộng hòa Nhân Dân Trung Hoa hiện đại, vào ngày 05 tháng 3 năm 1958, tỉnh Quảng Tây được đổi thành Khu tự trị Quảng Tây. Vào ngày 12 tháng 10 năm 1965, được phê chuẩn bởi Quốc vụ viện Cộng hòa Nhân dân Trung Hoa, Khu tự trị Quảng Tây được đổi tên thành Khu tự trị dân tộc Choang Quảng Tây, tự trị người Tráng. Từ năm 1979 đến 2020, có bảy người Tráng giữ cương vị Chủ tịch Chính phủ Nhân dân Khu tự trị dân tộc Choang Quảng Tây, tương ứng với Tỉnh trưởng Chính phủ Nhân dân quản lý hành chính Quảng Tây.

## Thư viện ảnh
|  | chơi thiên cầm và hát |

|  |  |  |

|  |

## Lưu ý
1. ↑  rauz đọc là ràu/làu nghĩa là "mình". Từ "Lao" có lẽ có nguồn gốc từ một tên gọi cổ được nhiều nhóm Tai sử dụng, ví dụ như người Lào. Dodd (1923) cho rằng Lao/Lau là một tên tự xưng cổ hơn từ Tai/Dai/Thai, và những người khởi xướng trang "Zhuang online" (www.rauz.net.cn) đưa ra từ {rauz} [l/ra:uA2] làm tên chung cho người Bố Y, Tráng ở Trung Quốc và một số nhóm Tai ở Việt Nam.
2. ↑  Jerold A. Edmondson trích dẫn bộ Đại bách khoa toàn thư Trung Quốc (1986:585) nói rằng một trong các tên tự xưng của người Tráng là Buyue.[4] Nhưng Eric C.Johnson lưu ý rằng: Mặc dù bính âm chuẩn cho từ này là "buyue" (布越), khi Đái Quang Lộc (DaiGuanglu 戴光禄) và Hà Chính Đình (HeZhengting 何正廷) (2006) dùng Hán tự 布越 để viết tên nhóm Tráng Yei, họ thêm phiên âm quốc tế là [pu22 jai13]. Trong tiếng Hán không có từ nào phát âm là "yei" hay "yai", vì thế hai nhà nghiên cứu này khi viết bằng Hán tự bị buộc phải lựa chọn từ "yue" nghe tương tự[9]
3. ↑  Tên gọi Tai-Kadai do Paul K. Benedict đề xuất vào những năm 1940, trong đó '-Kadai' là từ ghép giữa Ka, một tiền tố trong các ngôn ngữ Gelao (Cờ Lao) có nghĩa là người và Dai, một trong số các tên tự xưng của người Hlai sống trên đảo Hải Nam (Trung Quốc). '-Kadai' không phải là tên tộc danh được bất cứ nhóm dân tộc nào trong ngữ hệ này sử dụng, do đó tên gọi Tai-Kadai dần bị Kra-Dai thay thế. Kra-Dai do Weera Ostapirat (2000) đưa ra, là một từ ghép giữa hai tộc danh Kra và Tai (Dai).
4. ↑  Hán Thượng Cổ phục nguyên cho Chu 楚 (Sở) và Xia 夏 (Hạ) đều xấp xỉ *khra C
5. ↑  Michel Ferlus (2009) cho rằng các tộc danh Tay/Tai/Thai/, Hlai và Li (lǐ 俚, lí 黎, một tên gọi do người Hán đặt cho người Hlai) đều có nguồn gốc từ *k.ri[27], trong đó:

  - Hlai /ɬai/: *k.riː> *kʰliː> *ɬiː> ɬaj

  - Tai/Thai (Tay/Thay) /taj/ hoặc /tʰaj/: *k.riː> *k.liː> *k.diː/ *k.daj> *diː/*daj> *dajA> tʰajA2/tajA2

  - lǐ 俚 <Hán Cổ *liX <Hán Thượng Cổ *C-rjɨʔ [rɨʔ]
  - lí 黎 <Hán Cổ *lej <Hán Thượng Cổ *C-rɨj [C.rɨ]
6. ↑  Michael Churchman (2010:30) nhắc tới nguồn gốc của tên gọi Việt, một từ cùng gốc với tên vương quốc cổ Yuet (越) như sau: Tổ tiên của những người mà ngày nay thường được gọi là Việt khá muộn trong việc lấy từ Việt làm một danh xưng cho mình, và họ không có vẻ đã từng có bất cứ tên gọi nào cho bản thân mà không nhặt ra từ một hình mẫu nào trong các ghi chép Hán. Hình thái âm vị của từ "Việt" như được sử dụng trong tiếng Việt hiện đại hé lộ rằng nó được mượn khá muộn vào ngôn ngữ tổ tiên của tiếng Việt hiện đại. Từ "Việt" trong tiếng Việt được phát âm theo các quy luật của các lớp từ mượn Hán phát triển từ hệ thống phát âm trong Hán Cổ thời kỳ muộn được mượn vào cuối Nhà Đường.[30]
7. ↑  Tồn tại một điều bí ẩn nào đó ở đây vì mục từ dành cho loài này không tồn tại trong các ngôn ngữ Hlai, mặc dù về mặt lịch sử loài bò sát này có tồn tại dọc vùng ven biển Quảng Tây, Phúc Kiến, Quảng Đông, và Việt Nam.[32] Hlai có một từ khác, Tiền-Hlai *kǝyʔ (phục nguyên: Peter Norquest), với thanh C dường như có cùng gốc với tiếng Tai Tây Nam khee ~ kɛɛ ~ khia ~ hia ‘cá sấu (nước ngọt)’ hoặc hia ~ hee ~ kia ~ chia ~ chii ‘kỳ đà nước (V. salvator)’ tất cả các từ này đều lấy thanh C.[32] Nhưng sự nhầm lẫn về ngữ nghĩa giữa kỳ đà nước và cá sấu rất phổ biến.[32] Kỳ đà nước sống nhiều trên đảo Hải Nam, trong khi cá sấu đã tiệt chủng từ lâu.[32] Trong bất cứ trường hợp nào, hai từ nay có lẽ cuối cùng có liên hệ tới Hán Thượng Cổ dành cho 'kỳ giông khổng lồ' (giant salamander) được tìm thấy tại châu thổ sông Trường Giang, một loài vật sống xa hơn về phía bắc, Hán Thượng Cổ (?) *ngieg hoặc *g’a (trong cuộc tiếp xúc riêng giữa James R. Chamberlain và Michael Carr về chủ đề Erh-Ya).[32] Có lẽ yên tâm hơn với việc có cả hai loài này trong các ngôn ngữ Hlai, cá sấu và kỳ đà, cho mục đích so sánh để chắc rằng cả hai loài hoàn toàn có thể phân biệt được với nhau trong dữ liệu ngôn ngữ. Cho đến nay điều này chưa thể phân biệt được trong các tài liệu đang tồn tại.[32]

Loài này (cá sấu nước mặn) không tồn tại trong các ngôn ngữ Hlai là một điều quan trọng vì nó chứng tỏ rằng Hlai và Tai phân tách trước khi người Tai di cư ra vùng ven biển từ nước Sở.[33]
8. ↑  Một phương ngữ của tiếng Phúc Kiến được nói tại thành phố Hạ Môn
9. ↑  Dùng chữ Yuet để tránh nhầm lẫn với chữ Việt, một từ dùng để chỉ người Việt Nam và ngôn ngữ của họ.
10. ↑  Michel Ferlus (2009) chỉ ra rằng Giao (jiāo 交) trong Giao Chỉ và Keo (kɛːwA1), một tên gọi mà các dân tộc Tai dùng để chỉ người Việt Nam, có cùng gốc với tộc danh của người Lào (lǎo 獠) và Gelao (Cờ Lao) một nhóm thuộc nhánh Kra.[44] Chúng bắt nguồn từ nguyên ngữ *k.raːw.[44] Các phục nguyên cho jiāo 交 và lǎo 獠 như sau[44]:

jiāo 交 < Hán Cổ *kæw < Hán Thượng Cổ *kraw [k.raw]

lǎo 獠 < Hán Cổ *lawX < Hán Thượng Cổ *C-rawʔ [C.rawˀ]

kɛːwA1 khởi nguyên là tên gọi mà các nhóm dân khác dùng để chỉ các dân tộc Tai. Trong tiếng Pu Péo (nhánh Kra), kew vẫn được dùng để chỉ người Tày ở miền bắc Việt Nam[45].
11. ↑  ၶႃ /kha:1/:đùi.[49].
12. ↑  ၵၢဝ်ႈ /ka:w3/:bắp chân.[49]
13. ↑  Thanh điệu của một số từ được phát âm quá yếu, gây kho khăn cho việc quyết thanh điệu, những thanh đó được ghi là 0.
14. ↑  James R. Chamberlain cho rằng "Bố" trong tiếng Việt là từ mượn từ ngôn ngữ Tai chứ không phải từ thuần Việt[50].
15. ↑  về mặt thiên văn học, căn nguyên của vũ trụ được thể hiện bằng Mặt Trời hay Cực Tinh—nằm ở trung tâm của biểu tượng—với chòm sao Bắc đẩu quay xung quanh nó—trong biểu tượng được thể hiện bằng chim, chấm, sóng. Biểu tượng này thấy trên trống đồng, tượng đài và miếu thờ của người Tráng.